# Gothic (Kultur)
Die Gothic-Kultur ist eine Subkultur, die Anfang der 1980er Jahre aus dem Punk- und New-Wave-Umfeld hervorging und sich aus mehreren Splitterkulturen zusammensetzt. Sie existierte in den 1980er und 1990er Jahren im Rahmen der Dark-Wave-Bewegung und bildete bis zur Jahrtausendwende den Knotenpunkt der sogenannten Schwarzen Szene.
Das Basiselement, das die Entwicklung der Gothic-Kultur ermöglichte, war das Zusammenwirken von Musik (Gothic Rock), Faszination für Themen wie Tod und Vergänglichkeit sowie einer daraus resultierenden Selbstinszenierung. Wesentlichen Einfluss nahmen hierbei Literatur und Film (Gothic Fiction), deren Thematik das Erscheinungsbild der Szene zum Teil maßgeblich prägte.
Die Anhänger der Gothic-Kultur werden länderübergreifend als Goths bezeichnet, obgleich diese Bezeichnung innerhalb der Szene eher selten Anwendung findet, bei vielen Szene-Angehörigen gar auf Ablehnung stößt und häufig hinterfragt wird. Gründe hierfür finden sich im Versuch der Wahrung der eigenen Individualität. Im deutschen Sprachraum ist unter anderem auch die Bezeichnung Grufti(e) gebräuchlich.
Im ersten Jahrzehnt des 21. Jahrhunderts erfuhr die Bezeichnung Gothic eine Zweckentfremdung als Vermarktungsetikett durch die Musikindustrie, aber auch durch die kommerziellen Medien, wodurch sich ein weiterer Grund für die Ablehnung als Szene-Name entwickelte. So wurden immer häufiger Bands szenefremder Musikkulturen, wie Metal, Mittelalter-Rock, Neue Deutsche Härte oder Visual Kei, als Gothic vermarktet, während das Zentrum der Gothic-Bewegung schrittweise ins Abseits geriet.

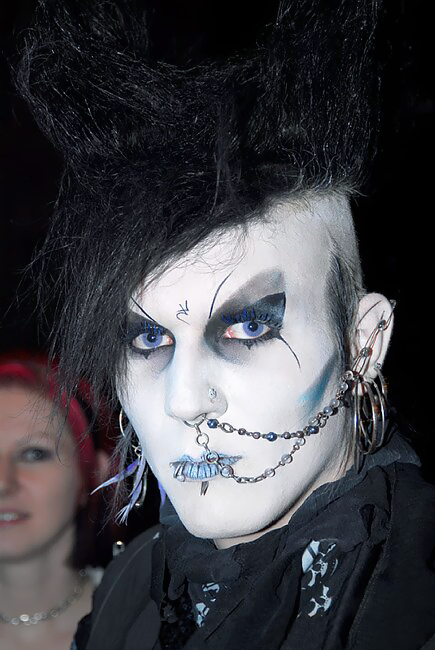
Goth im Grufti-Stil: toupierte Haare, Piercings, Rosenkranz und astrologisches Symbol auf der Stirn

## Bezeichnungen und deren Herkunft
Goth(ic) (eigtl. ‚gotisch‘, hier im Sinne von ‚düster‘, ‚schaurig‘) fand Ende der 1970er für einen Stil der Rockmusik aus dem Post-Punk-Umfeld Verwendung. Der Begriff wurde ab 1982/1983 auf die Anhänger der dazu entstehenden Jugendkultur übertragen. Der Szene-Name geht dabei nicht direkt auf das Volk der Goten, auf die Epoche der Gotik oder auf die Gothic Novels zurück, sondern ist grundsätzlich an einen in England entstandenen Musikstil angelehnt, der aufgrund seines dunklen und dumpfen Klanges und seiner verwendeten Themen als „schaurig“ empfunden wurde. Demgemäß existierte zwischen der Gothic-Szene und der Gotik-Epoche bzw. dem Mittelalter kein direkter Bezug, wie er in den nachfolgenden Jahrzehnten hauptsächlich von Außenstehenden fehlinterpretiert wurde.
So titulierte 1982 unter anderem Ian Astbury, Sänger der Band The Southern Death Cult, die Fans der Gruppe Sex Gang Children als „Goths“. Kurze Zeit später formierte Astbury aus The Southern Death Cult die Band Death Cult und absolvierte 1983 einen Auftritt in Berlin. Der Musikjournalist Tom Vague, der diesem Konzert beiwohnte, äußerte in einem Bericht in der Oktober-Ausgabe des Musikmagazins ZigZag von 1983 über das Berliner Publikum Hordes of Goths. It could be London… (engl. ‚Horden von Goths. Es könnte London sein …‘) und versuchte damit, die Ähnlichkeiten zwischen dem Publikum beider Städte zu verdeutlichen. In den Jahren 1983 und 1984 festigte sich in Großbritannien die Bezeichnung für eine neue Jugendkultur allmählich. Sie fand in der Zeitschrift The Face in einem Special über den Londoner Batcave-Club erneut Erwähnung.
Innerhalb des deutschen Sprachraums nutzte man gleichzeitig Bezeichnungen wie „Gruftis“ oder szeneübergreifend „Schwarze“ oder „Waver“, da sich Gothic in den 1980er Jahren weder als Genrebegriff noch als Bezeichnung für eine Subkultur über britische Grenzen hinaus weitläufig durchsetzen konnte. In Kanada und den USA geschah dies erst um etwa 1988, im mitteleuropäischen Raum zu Beginn der 1990er, obgleich Gothic als Selbstbezeichnung seit 1986 in Westdeutschland und seit 1988 in Ost-Berlin belegt ist. Grufti, angelehnt an das Wort „Gruft“, galt lange Zeit als negativ behaftete Bezeichnung, die später bei den Szeneangehörigen jedoch zunehmend als saloppe Selbstbezeichnung Verwendung fand. Konträr dazu wurde sie mit Beginn des neuen Jahrtausends weitgehend aus dem szeneinternen Sprachgebrauch verdrängt. Außenstehende verwenden sie noch heute, inzwischen größtenteils ohne negative Konnotationen.
Die Bezeichnung „Waver“ ist eine Ableitung von New Wave bzw. Dark Wave. Im Gegensatz zu anderen Post-Punk-Kulturen der 1980er gab es vielerorts keine reinen Gothic-Szenen. Oftmals wurde neben dem Hauptgenre Gothic Rock ein weites Spektrum verwandter Dark-Wave-Genres bevorzugt, sodass man in Mitteleuropa für gewöhnlich von einer „Dark-Wave-Szene“ sprach. Diese unterteilte sich – zumeist bedingt durch die musikalischen Präferenzen – in einzelne Teilkulturen, von denen die Kultur der Goths nur eine Komponente von vielen darstellte. Gothic wurde somit der Dark-Wave-Bewegung untergeordnet. Diese Unterteilung ist im Namen des Wave-Gotik-Treffens erhalten geblieben und findet sich in diversen Zeitschriftentiteln der 1990er Jahre wieder (zum Beispiel The Gothic Grimoire – Musikmagazin für Dark Wave und Life Style).
Zeitweilig kam die Bezeichnung Positive Punk zum Einsatz, die – ebenso wie „Gothic“ – direkt von der bevorzugten Musik abgeleitet wurde. Positive Punk war in der ersten Hälfte der 1980er Jahre eine Alternativbezeichnung für den Gothic Rock und wurde erstmals 1983 in einer Februar-Ausgabe des New Musical Express verwendet. Aus dem Jahr 1984 findet sich eine Erwähnung in deutschen Musikzeitschriften, wie etwa dem Düsseldorfer Punk-Fanzine Ohne Euch wäre es nicht passiert. Das Fanzine beinhaltet u. a. einen Stammbaum, der die Entwicklungen aus dem Punk- und Post-Punk-Umfeld auf ironische Weise darstellt und den typischen Positive Punk als „hager, bleich geschminkt, schwarz bekleidet, tageslichtscheu“ und „mit einer Vorliebe für okkulte Dinge“ beschreibt. Noch Anfang des Jahres 1986 witzelte der Spex in einem Bericht über Siouxsie and the Banshees:

„Positive Punx tauften englische Schreiberlinge die schwarzen, zerzausten Kindchen, welche sich mit Hühnerknochenketten behängten und für die Wiederveröffentlichung alter Gewitterhexenbücher sorgten. Doch die Banshees waren viel zu sehr mit sich selbst beschäftigt, inzwischen wohl auch zu groß und zu wichtig, um sich eingehender mit Friedhofsphilosophie abzugeben.“

In der Folge verlor der Ausdruck Positive Punk im Journalismusbereich zunehmend an Bedeutung und wurde durch die Bezeichnungen Waver und Grufti ersetzt.
Ferner waren in der DDR und in Teilen Berlins Bezeichnungen wie Ghouls oder Darks gebräuchlich. Letztere Bezeichnung findet sich auch in Ländern wie Italien, Mexiko oder – in der sprachlich angepassten Form Darkeri – in Kroatien wieder. In einigen Gebieten Deutschlands, wie Nordrhein-Westfalen, war zudem die Selbsttitulierung Krähen geläufig, was annähernd der Bezeichnung les corbeaux (‚die Raben‘) entspricht, die französische Gothic- und Wave-Anhänger in den 1980ern für sich nutzten und die sich auf deren Erscheinungsbild bezog.
Goth, in der Mehrzahl Goths, hat sich bis heute in vielen Teilen der Welt etabliert. In Deutschland ist daneben die entsprechende Übersetzung Goten sowie die grammatikalisch inkorrekte Bezeichnung Gothics verbreitet.

## Szene

### Überblick

#### Sozialstatistik
Über den Umfang der Gothic-Bewegung ist bisher wenig bekannt. Eine Marktstudie aus den späten 1990er Jahren geht – bezüglich der Szene in Deutschland – von etwa 60.000 Anhängern aus, obgleich diese Zahl als unrealistisch gilt, da sie neben der tatsächlichen Gothic-Kultur auch Teile der gesamten Schwarzen Szene und zahlreiche Sympathisanten mit einbezieht. So äußert bspw. Roman Rutkowski in seinem Buch Das Charisma des Grabes:

„Zudem muss man unterscheiden zwischen tatsächlichen Szenegängern und kurzfristigen, vor allem jungen Sympathisanten, die sich auf ihrem Entwicklungsweg »ausprobieren« und nur kurz innehalten, beeinflusst durch die derzeitige Popularität bestimmter Musikgruppen oder den Effekt »Szenezugehörigkeit als Mode«. Hierbei findet eine Vermarktung statt, die mit den Neigungen der Teenager durchaus geschickt taktiert.“

Vor diesem Hintergrund wird auch ein Wachstum der Gothic- und Wave-Szene, das um die Jahrtausendwende mehrmals prognostiziert wurde, szeneintern stark angezweifelt. Stattdessen wurde bereits Ende der 1990er in vielen Regionen eine sukzessive Rückbildung angenommen, die dem Niedergang der Gothic- und Dark-Wave-Musik zugrunde liegt. Die meisten Größenstatistiken beruhen auf der Grundlage von Festivalveranstaltungen und Zeitschriftenverkäufen, weshalb keine geeigneten Daten vorliegen. Denn nicht jedes Mitglied der Szene fährt zu den Festivals und nicht jeder Festivalbesucher ist zwangsläufig ein Goth. So liegt beispielsweise die Besucherzahl des Wave-Gotik-Treffens in Leipzig derzeit bei etwa 18.000, allerdings ist das Publikum in sich heterogen und umfasst neben Gothic auch Kulturen wie Punk, Metal, Visual Kei, Elektro, Cyber, Neofolk und Angehörige der Mittelalterszene. Darüber hinaus muss berücksichtigt werden, dass speziell die großen Veranstaltungen international besucht sind. Eine Größenschätzung des deutschen Publikumanteils ist aus diesem Grund nicht möglich.
Ebenso lassen sich anhand von CD-Verkäufen keine exakten Zahlen ableiten, denn „nicht alle Personen, die szenetypische Musik erwerben oder hören, würden sich dieser Szene als zugehörig ansehen, da hier doch mehr Attribute erforderlich sind als lediglich der Musikkonsum.“
Laut einer Studie des Ministeriums für Frauen, Jugend, Familie und Gesundheit Nordrhein-Westfalen (MFJFG NRW) beläuft sich das Alter der Szenemitglieder auf 14 bis 40 Jahre – ein Großteil davon bewegt sich zwischen 16 und 24 Jahren. Die Geschlechterverteilung innerhalb der Szene ist sehr ausgewogen, der Frauenanteil liegt somit deutlich über dem vieler anderer Subkulturen.

#### Szenemerkmale
Die Gothic-Szene gilt als ästhetisch orientierte Subkultur, deren Mitglieder als friedlich, aber auch als unnahbar, elitär oder wirklichkeitsfremd wahrgenommen werden. Sie ist eine retrospektive Kultur mit einer enormen Bandbreite an modischen Formen.
Die Durchschnittsbevölkerung wird von Teilen der Gothic-Kultur negativ kritisiert, etwa als konservativ, konsumorientiert, intolerant, egoistisch und vom Gesetz der sozialen Bewährtheit geleitet. Aus der Ablehnung dieser Eigenschaften resultiert eine demonstrative Distanzierung zur Gesellschaft.
Eine charakteristische Lebenseinstellung, die alle Angehörigen der Gothic-Kultur miteinander teilen, gibt es nicht. Zwar werden philosophische, religiöse sowie politische Fragen unter Goths thematisiert, allerdings nicht einheitlich beantwortet.

„Aufgrund der […] Entstehung von Subszenen ist die Bandbreite an Gedankengut […] sehr weiträumig. Hinzu kommt, dass die Szenemitglieder […] einen ausgesprochen starken Individualismus zeigen und den Anspruch erheben, nicht etwa vorgefertigte Meinungen zu übernehmen, sondern im Laufe ihres Lebens eine ganz eigene Lebenseinstellung entwickelt zu haben.“

Als ein besonderes Merkmal wird häufig die Friedfertigkeit der Szene hervorgehoben. Diese ist jedoch überwiegend auf eine selbstbezogene, passive und teils resignative Grundhaltung zurückzuführen. Die Gothic-Kultur ist keine politisierte Bewegung. Sie verfolgt weder Ziele noch folgt sie einer gemeinsamen Ideologie.

„Die Jugendlichen kreisen vielmehr um sich selbst, denken über sich und ihre Geschichten nach, durchaus auch über große Themen, ohne aber aktiv politisch zu handeln oder ihre Kritik lautstark zu artikulieren.“

Einige Goths suchen – ihrer Rückzugsintention entsprechend – Orte der Stille, Einsamkeit und Besinnung auf, die zumeist eine Atmosphäre von Tod, Trauer, Leid, Frieden und Vergänglichkeit ausstrahlen. Dennoch ist die Gothic-Szene keine Trauerkultur. So gibt es etliche Goths, die sich primär an mystischen und okkulten Inhalten erfreuen und versuchen, diese Seite ihrer Persönlichkeit auszuleben. Melancholische und introvertierte Eigenheiten sind somit zwar verbreitet, diese lassen sich jedoch aufgrund der Heterogenität der Szene und ihrer Ausdrucksformen nicht verallgemeinern. Ebenso sind humoristische Wesenszüge vorhanden, was vor allem (teils selbstkritische) Grufti-Comics verdeutlichen.
Die Auseinandersetzung mit dem Tod und dessen Akzeptanz als natürlichen Bestandteil des Lebens wird häufig ambivalent, das heißt sowohl auf ernsthafte als auch ironische Weise, nach außen getragen. Vereinzelt lässt sich ein Hang zur Existenzphilosophie erkennen, die neben dem Reinkarnationsgedanken auch die Erkenntnis über die Vergänglichkeit und die damit assoziierte Sinnlosigkeit des Lebens einbezieht, aus der sich wiederum negative Gemütszustände wie Gleichgültigkeit, Resignation oder Todessehnsucht entwickeln können.

„Das Todesbild der Gruftis enthält extreme und direkte Formen der Beschäftigung mit dem Tod, die vom Rest der Gesellschaft mit Unbehagen aufgenommen werden. Außenseitern ist es meistens unverständlich, wieso sich junge Menschen ausgerechnet mit dem Ende des Lebens befassen […].“

Vergangene Epochen, wie das Viktorianische Zeitalter, die Gründerzeit und das Fin de siècle, ziehen das Interesse der Gothic-Kultur auf sich. Damit verknüpft ist häufig eine Vorliebe für literarische Gattungen und Perioden, speziell für die Gothic Novels und für die Schwarze Romantik, die zugleich bedeutenden Einfluss auf das Erscheinungsbild der Szene ausübten. Eine der Grundeigenschaften der Szene ist somit nicht, wie häufig angenommen, eine Rückbesinnung auf das Gotik-Zeitalter, sondern – eng verbunden mit der Musik – auf das 18./19. Jahrhundert, das Zeitalter der Schauerromane. Ferner ist eine Sehnsucht nach dem Mittelalter und seinen Mythen und Sagen anzutreffen. Dabei handelt es sich jedoch um ein romantisiertes Bild des Mittelalters, das viele Goths vor Augen haben und eine Flucht vor der realen Welt ermöglichen soll. Die negativen Aspekte dieser Zeit, wie tödliche Seuchen (Pest), hohe Sterblichkeitsrate und Armut, werden zumeist ausgeklammert.
Die Beweggründe, sich der Gothic-Bewegung anzuschließen, sind unterschiedlicher Natur und unterscheiden sich nur unwesentlich von denen anderer Subkulturen. Neben den musikalischen Vorlieben zählen hierzu speziell im Jugendalter die Identitätssuche, alternative Lebensentwürfe, Protest und Abgrenzung gegenüber dem Elternhaus und der Gesellschaft, aber auch ein depressives Lebensgefühl, das häufig durch Sinnleere und Unverstandensein hervorgerufen wird. Dabei zieht die Entscheidung, sich der Gothic-Szene anzuschließen, oft viele private, schulische und berufliche Konflikte nach sich. In Einzelfällen kann diese Entscheidung die Bindung an die Eltern oder andere Familienangehörige komplett zerstören, zum Beispiel dann, wenn das Familienleben schon vorher stark belastet und unharmonisch war. Diese Schwierigkeiten werden jedoch keineswegs als Beweggrund angesehen, sich von den eigenen Idealen, einer Weltanschauung oder einem Lebenswandel zu distanzieren.
Viele Goths pflegen ein starkes Traditionsbewusstsein und behalten ihren Lebensstil oder die damit verbundenen Vorlieben (unter anderem für Musik und Kleidungsstil) weit bis ins Erwachsenenalter bei. Im Unterschied zu klassischen Jugendkulturen entsteht so ein altersübergreifender Dialog.

#### Interessen / Freizeitgestaltung
Laut einer international angelegten Studie (hauptsächlich Europa, Nordamerika, Südafrika und Australien betreffend) beschäftigen sich 95 % der Szeneangehörigen in ihrer Freizeit mit Musik, was untermauert, dass es sich bei der Gothic-Kultur im Wesentlichen um eine musik-orientierte Kultur handelt. Etwa 75 %–80 % der Befragten verbringen darüber hinaus ihre Zeit mit Lesen, am PC oder mit Freunden. Rund 60 % gehen gerne aus (Partys, Kino usw.). 48 % beschäftigen sich mit Lyrik und Poesie und verfassen eigene Texte und Gedichte. Rund 40 % fotografieren, malen oder reisen gerne. Vor allem weibliche Goths widmen sich dem bildnerischen Gestalten. Nur 20 %–30 % zeigen sich jedoch naturverbunden.
Auch ohne Berücksichtigung der Szene in Deutschland bleiben die Ergebnisse im Vergleich annähernd identisch. Auffallend ist allerdings, dass nur etwa 30 % der im Ausland Befragten ihre Freizeit mit Freunden verbringen, was auf einen höheren Anteil von Einzelgängern schließen lässt.

### Erscheinungsbilder
Ein zentrales Merkmal der Gothic-Kultur ist das Styling, das von vielen ihrer Angehörigen als Mittel der Abgrenzung, der Zugehörigkeit und des Ausdrucks eingesetzt wird. Goths, die ihre Gefühls- und Gedankenwelt durch ihr Erscheinungsbild auszudrücken versuchen, bevorzugen im Allgemeinen die „Farbe“ Schwarz. Sie ist Ausdruck von Ernsthaftigkeit und Nachdenklichkeit, einer Faszination an mystisch-okkulten Inhalten, aber auch von Hoffnungslosigkeit und Leere, Melancholie, Trauer und Tod. Konträr dazu wird sie als einfaches, modisches Element verwendet. Aber auch Blau, Violett, Weiß oder Bordeaux-Rot sind vorzufindende Haar- bzw. Kleiderfarben. Diese werden hauptsächlich zur Akzentuierung eingesetzt. In Anlehnung an die Wurzeln im Punk werden Kleidungsstücke, wie Strumpfhosen oder Netzhemden, absichtlich mit Rissen oder Löchern versehen. Ebenso orientieren sich etliche Frisuren an der Punk- und Wave-Kultur der 1980er Jahre, wodurch sich die Gothic-Bewegung auch heute noch optisch im Post-Punk-Milieu verorten lässt.
Die Bekleidungsstrategie der frühen Gothic-Szene zeigte sich jedoch nicht wie bei den Punks als Ästhetisierung des Hässlichen oder bei den New Romantics als Revival des Glamourösen vergangener Zeiten, sondern als Inszenierung des Horrors. Insbesondere bei den Gruftis galt es lange Zeit als modisch, die Vergänglichkeit des menschlichen Daseins gezielt durch ein totenähnliches Auftreten zu versinnbildlichen. Der glamouröse Aspekt, wie ihn spätere Gothic-Generationen seit den 1990ern kennen, spielte dabei zunächst nur eine nebensächliche Rolle.
Viele Goths grenzen sich allerdings auch bewusst vom Erscheinungsbild der Punk-Kultur ab. Elemente aus Kleidungsstilen der Renaissance sind ebenso präsent wie ein an das Viktorianische Zeitalter oder an den Jugendstil angelehntes Outfit. Dabei sind die jeweiligen Kleidungsstile jedoch nur selten in reiner Form anzutreffen. In der Regel handelt es sich um einzelne Kleidungskomponenten unterschiedlicher Epochen, die eklektisch miteinander kombiniert werden. Gelegentlich werden neben dem damit verbundenen Kleideraufwand auch hohe Kosten in Kauf genommen, um sich beispielsweise ein stilechtes Rokoko-Kostüm schneidern zu lassen. Einige dieser Kleidungsformen werden als Relikt der New-Romantic-Szene angesehen, andererseits gelten die Darsteller romantischer Vampirfilme als modische Vorbilder.
| Markante Merkmale können sein: - Blass geschminkte Gesichtsfarbe (Leichenblässe bzw. Viktorianische Ästhetik), hervorgehoben durch dunkle Schminke (wie bspw. Kajal) und Bemalungen (Akzentuierung der Wangenknochen sowie kunstvoll ausgearbeitete Ornamente um Augen und Mund); schwarz lackierte Fingernägel - Ungewöhnliche Frisuren wie „Tellerminen“ (kreisförmig ausrasierte Haare, oftmals in Form von „Krähennestern“ oder „Turmfrisuren“ gestylt), „Trauerweidenfrisuren“ (lange, toupierte Haare bzw. gekreppte Haare, engl. als „Crimped Hair“ oder „Crimpers“ bezeichnet), Irokesenschnitt (ausrasierter Streifen vom vorderen Haaransatz bis in den Nacken), Undercut (zusätzliche Rasur des Hinterkopfes), meist aufgestellt fixiert, sehr hoch toupiert, zur Seite gelegt oder zum Zopf gebunden; schwarz, seltener blau, rot und violett gefärbt oder blondiert. Seit den 1990er Jahren sind bei Frauen vermehrt Frisuren vergangener Epochen anzutreffen, vereinzelt auch überschulterlange Haare bei Männern. - Religiöse, okkulte oder esoterische Symbole als Schmuck (bspw. Rosenkränze, Ankh- und Petruskreuze), fast ausschließlich aus Silber - Armreife en masse (Element der Wave-Mode), Nieten, Piercingschmuck und Sicherheitsnadeln (Element der Punk-Mode) - Netzhemden, Netzstrumpfhosen, zerrissene Shirts, Vestons und Buttons (Batcave- bzw. Death-Rock-Look) - Kragenhemden (Plain), Aladinhosen (Sarouel), Lederjacken, Peacoats, Lodenmäntel, Dr. Martens, Pikes oder Boots (Grufti-Look) - Rüschenhemden, Talare, Dolmane (Husarenjacke), Gehröcke und Uniformjacken des 18. und 19. Jahrhunderts; Kleider aus Samt, Spitze und Chiffon, häufig im Floral-Design; Pikes und Pumps (Schwarzromantik- bzw. Endzeitromantik-Stil) - Fracks und schwarze Zylinder („Chapeau Claque“), oftmals mit dunkler Sonnenbrille als Accessoire (angelehnt an Bram Stoker’s Dracula) - Kragenhemden, Lederjacken, Lederhosen, Biker-Boots, Hüte (späterer Gothic-Rock-Stil, angeregt durch Bands wie The Sisters of Mercy) - Hennins und Hexenhüte (in den späten 1980ern und frühen 1990ern populär) - Corsagen, Vollbrustkorsetts und Miedergürtel (Brokat, Samt, Seide oder Leder) bei Frauen, häufig in Kombination mit weiten Reifröcken |

Diese Liste bietet nur eine grobe Übersicht über die Vielfalt der Stile, die in der Gothic-Szene verbreitet sind. Für eine genaue Stilbeschreibung gibt es zu viele Kleidungskombinationen, die auch das Sampling von Kleidungselementen szene-fremder Subkulturen, wie der Rivethead-Kultur oder der BDSM-Szene, mit einschließen. Zudem kann ein Goth auch infolge beruflicher Zwänge optisch nicht auf Anhieb der Gothic-Bewegung zugeordnet werden.
Gelegentlich kommt es aufgrund der Kleidung zu Verwechslungen zwischen Goths und Angehörigen der Metal- oder der Mittelalter-Bewegung. Insbesondere weiblichen Metal-Fans dienten Metal-Ikonen wie Liv Kristine (Leaves’ Eyes, früher Theatre of Tragedy), Tarja Turunen (Nightwish), Amy Lee (Evanescence), Sharon den Adel (Within Temptation) oder Vibeke Stene (Tristania) als modische Vorbilder, die sich auf Konzerten und Promotion-Fotos oft in Corsagen, Pannesamt- und Spitzenkleidern präsentieren. Zu weiteren Verwechslungen führte in den vergangenen Jahren der Visual-Kei-Trend, der indirekt und ausschließlich modisch bedingt mit der Gothic-Bewegung in Zusammenhang steht. So treffen sich aufgrund musikalisch breit gefächerter Festivalprogramme immer häufiger Angehörige der Visual-Kei-Szene auf Veranstaltungen wie dem Wave-Gotik-Treffen.

### Bevorzugte Musikformen
Impulsgeber für die Entstehung zahlreicher Jugendsubkulturen ist die Musik. Sie wird emotional erlebt und dient dabei als Ventil für angestaute Emotionen wie Wut, Trübsinn oder Angst, als Fluchtmöglichkeit aus dem grauen Alltag und zugleich als Ausdrucksform jugendlichen Protests, der meist optisch durch ein entsprechendes Erscheinungsbild unterstrichen wird. Musikerleben und Körperinszenierung bilden auf diese Weise eine untrennbare Einheit. Diese wiederum dient – je nach Bevorzugung eines Künstlers oder Genres – als Übermittler eines bestimmten Lebensgefühls.
Die Gothic-Kultur entstand auf der Grundlage des sogenannten Gothic Punk, einer frühen Form des Gothic Rock, umgangssprachlich auch als „Batcave“ bezeichnet. Daneben wurde eine Reihe verwandter Spielarten favorisiert, die sich – abgesehen von Stilen wie Death-Rock – primär im Dark-Wave-Umfeld entwickelten. Viele der bevorzugten Musikformen bewegten sich folglich innerhalb der Post-Punk- und Wave-Peripherie und sind – unabhängig von der Art des verwendeten Equipments und von der Klangerzeugung – durch klassische Punk-Rock-Nuancen geprägt. Ein Beispiel hierfür ist die Gruppe Alien Sex Fiend, die sowohl Gitarren als auch analoge Synthesizer zum Einsatz brachte.
Zwischen Anfang und Mitte der 1990er Jahre starb ein Großteil dieser Musikformen aus und wurde stufenweise durch szene-fremde Musikstile abgelöst, sodass die Gothic-Bewegung in den nachfolgenden Jahren (und bis auf wenige Nischenbands) über keine eigenständige Musikszene verfügte. Erst die zunehmende Verbreitung des Internets ermöglichte im neuen Jahrtausend die Herausbildung einer Untergrundszene, die über Plattformen wie MySpace kommuniziert. Daneben gibt es zahlreiche retrospektiv ausgerichtete Goths, die sich auf das musikalische Spektrum der 1980er und frühen 1990er Jahre beschränken und von außen initiierten Trends eher kritisch gegenüberstehen.
Häufig bevorzugte Musikformen waren/sind:
- Gothic Rock, Cold Wave, Ethereal, Neoklassik sowie die Neue Deutsche Todeskunst (Musikformen aus dem Dark-Wave-Umfeld)
- Death-Rock, Depro-Punk, Horrorpunk und Gothabilly (gothic-nahe Genres mit starkem Punk- bzw. Post-Punk-Bezug)
- Electro Wave und Minimal Electro (elektronisch generierte Musikformen aus dem Post-Punk- und Wave-Umfeld)

Sonstige, art- bzw. szenefremde Musik:
- Post-Industrial/Avantgardistisch-experimentelle Musik (unter anderem Stilformen wie Dark Ambient, Doom Industrial, Neofolk und Ritual Industrial)
- Shoegazing (auch Dream Pop genannt; das Genre findet insbesondere in Nordamerika und Großbritannien Anklang und kann über seine Verwurzelung in der Musik der Cocteau Twins als Verwandter von Ethereal und Gothic Rock betrachtet werden; bspw. Slowdive)
- Mittelalterlich inspirierte Musik, teils auf historisch informierter Aufführungspraxis beruhend (bspw. Sarband oder Estampie)

### Tanzstile
In der Gothic-Szene sind unterschiedliche Tanzformen präsent, die grundsätzlich solistisch ausgeführt werden. Paar- oder Gruppentänze sind dieser Kultur fremd.
Noch in der Entwicklungsphase der frühen Gothic-Szene war der Pogo als Tanzstil weit verbreitet. Dieser wurde direkt aus dem Punk-Umfeld übernommen und konnte mit dem Batcave-Revival nach der Jahrtausendwende erneut Bedeutung erlangen. Daneben war in den 1980ern bei den Gruftis der sogenannte „Totengräber“ prävalent, spöttisch auch als „Nord-Süd-Kurs“ oder „Staubsaugertanz“ bezeichnet. Hierbei bewegt sich der Tänzer drei Schritte vor, beugt seinen Oberkörper – nach links oder rechts geneigt – nach unten und bewegt sich mit ebenso vielen Schritten zurück zum Ausgangspunkt. Mit der Umsetzung des Tanzes entsteht häufig der Eindruck, der Tänzer würde auf der Tanzfläche ein Grab schaufeln. Beide Tanzformen, der Pogo wie auch der „Totengräbertanz“, werden ohne Rücksicht auf den Takt der Musik ausgeführt. Mitunter wurde bei besonders schwermütiger Musik eine Form von „Anti-Tanz“ dargeboten, die sich durch ein regungsloses Herumstehen auf der Tanzfläche, meist mit verschlossenen Augen, äußerte:

„Man tanzt halt nicht, sondern steht auf dieser Tanzfläche und lässt die Musik so richtig schön in sich hineinkriechen.“

In den 1990er Jahren kamen vermehrt rhythmusorientierte Tanzformen hinzu, deren theatralisch betonte Gesten teilweise an die indischer oder orientalischer Tempeltänzerinnen erinnern.

### Wohnraumgestaltung
Da der Wohnraum oft als Wohlfühl- und Rückzugsort genutzt wird, spielt bei vielen Goths die Wohnraumgestaltung eine wesentliche Rolle. In den 1980er Jahren war es üblich, die Wände und Zimmerdecken mit zumeist schwarz gefärbten Stoffen und Tüchern auszuschmücken und mit Accessoires wie Rosenkränzen, Kreuzen, Plastikrosen oder Grabschärpen zu dekorieren. Auch die Zimmereinrichtung bestand häufig aus schwarzen Möbeln und friedhofstypischen Gegenständen wie Kerzenleuchtern, Grableuchten oder Totenschädeln.
Nachdem sich die Gothic-Szene im Verlauf der 1990er Jahre aus dem Status als Jugendkultur herauslöste, verschwanden diese – inzwischen größtenteils als klischeehaft geltenden – Formen der Wohnraumgestaltung allmählich und wurden durch weniger makabere Gestaltungsformen abgelöst, etwa im Stil des Viktorianischen Zeitalters, des Historismus oder der Gründerzeit oder auch in einem zeitgemäßen, schlichten und neutralfarbenen Jugendzimmerstil. Nahezu ausschließlich in Teilen der Batcave-Kultur sind Gestaltungselemente der 1980er Jahre wie zerrissene Textilien, Spinnennetze, Schädel oder Fledermaus-Attrappen als ironische Anspielungen erhalten geblieben.

### Splitterkulturen und Homologie
Aufgrund des Wachstums der Szene, persönlicher Vorlieben bezüglich der Kleidung und Musik sowie der damit verbundenen Entfaltung eines Lebensstils, entwickelten sich innerhalb eines Zeitraums von etwa 15 Jahren einige erkennbare Splitterkulturen („Interessengemeinschaften“), die seitdem beständig oder nur zeitweilig koexistieren. Insbesondere die Herausbildung neuer musikalischer Substile in den 1980er Jahren (siehe hierzu den Artikel Dark Wave) förderte das Szenewachstum und prägte die Vielfalt der Gothic-Kultur bezüglich ihrer Weltanschauungen und modischen Erscheinungsformen grundlegend. Das Ende dieses Entwicklungsprozesses lässt sich auf die Mitte der 1990er Jahre datieren.
Speziell die „Hardliner“ der jeweiligen Splitterkultur können sich dabei durchaus ablehnend gegenüberstehen. So kann ein Angehöriger der Batcave-Szene eine völlig andere Geisteshaltung vertreten als beispielsweise ein Endzeitromantiker. Zwei Charakteristika, die jedoch alle Splitterkulturen miteinander vereinen, sind die Verwurzelung in der Post-Punk- und Wave-Bewegung und die thematische Verknüpfung mit den Gothic Novels bzw. mit der Schwarzen Romantik.
| Batcaver          | auch Goth Punk oder Gothic Punk genannt, bezeichnet die Angehörigen der frühen Gothic-Szene, wie sie hauptsächlich in England vorzufinden war. Sie waren die ersten, die etwa 1983 als Goths bezeichnet wurden. Der Name „Batcaver“, der auf einen frühen Szene-Club in London zurückgeht, kam erst in späterer Zeit auf und dient vor allem der Abgrenzung gegenüber nachkommenden Splitterkulturen innerhalb der Gothic-Szene. In Bezug auf Outfit, Frisur und Ideologie noch stark vom Punk geprägt, erlebten die Batcaver mit der Jahrtausendwende ein Revival mit aktiver Vernetzung zur amerikanischen Death-Rock-Szene. Der Batcave-Kultur haftet weniger die Affinität zum Weltschmerz und zur Besinnlichkeit an als vielmehr der Spaß am Schaurigen/Morbiden. Bevorzugte Musik: Gothic Rock, Gothic Punk, Post-Punk, Death-Rock Beispiele: Bauhaus, Siouxsie and the Banshees, The Damned, Sex Gang Children, Virgin Prunes, UK Decay |
| Grufti            | auch Gruftie genannt, bezeichnete die Angehörigen einer Jugendkultur in Mitteleuropa, die als Parallelbewegung zur Batcave-Kultur in England entstanden ist und bezüglich ihrer morbiden Eigenheiten in den 1980er und frühen 1990er Jahren für Schlagzeilen sorgte. Konträr zur Batcave-Szene waren Gruftis, sowohl musikbezogen als auch outfitmäßig, deutlich stärker im Electro-Wave-Umfeld verwurzelt und ließen einen ausgeprägten Hang zum Weltschmerz und zur Realitätsflucht erkennen. Inzwischen gilt die Grufti-Bewegung, deren Anhänger sich primär innerhalb des adoleszenten Stadiums bewegten, als erloschen. Bevorzugte Musik: Gothic Rock, Cold Wave, Electro Wave Beispiele: The Cure, Joy Division, Bauhaus, Christian Death, frühe Anne Clark, frühe The Sisters of Mercy |
| Endzeitromantiker | Die Endzeitromantiker bilden eine Splitterkultur, die erstmals zu Beginn der 1990er Jahre Erwähnung findet. Sie entwickelte sich stufenweise aus der Grufti-Bewegung, von der ein Teil des Erscheinungsbildes, wie ausrasierte und toupierte Haare, Silberschmuck usw., zwar beibehalten wurde – im Vergleich zu dem Outfit der Gruftis sind Kleidung und Schminkstil jedoch sorgfältig, deutlich aufwändiger und mit Liebe zum Detail gewählt. Sie sind der „Spiegel einer apokalyptischen, todeskonzentrierten Weltsicht“. Markante Merkmale sind weiß geschminkte, oftmals mit filigran ausgearbeiteten Ornamenten versehene Gesichtspartien, Kleidungsstücke aus Samt, Brokat, Spitze, Chiffon und Seide sowie Accessoires wie Rosenkränze, Kruzifixe, Broschen, Diademe, Samthalsbänder, reich verzierte Faltfächer und Spitzenhandschuhe. Den Endzeitromantikern ist eine Vorliebe für Philosophie, Literatur (besonders Poesie), Malerei, Friedhöfe und alte, verfallene Bauten wesentlich stärker zu eigen, als es in Teilen der Grufti-Szene der 1980er der Fall war. Bevorzugte Musik: Neue Deutsche Todeskunst, Neoklassik Beispiele: Relatives Menschsein, frühe Goethes Erben, frühe Das Ich, Sopor Aeternus, frühe Sanguis et Cinis |
| Schwarzromantiker | auch Dark Romantic oder Romantic Goth genannt, bezeichnet den Anhänger einer Splitterkultur, die sich etwa parallel zu bzw. unmittelbar nach den Endzeitromantikern etablierte und sich insbesondere in der zweiten Hälfte der 1990er Jahre zu einer der vorherrschenden Splitterkulturen innerhalb der Gothic-Szene entwickelte. Konträr zu den Endzeitromantikern sind punk- und wave-typische Merkmale, wie ausrasierte, toupierte Haare, Piercings oder toten-ähnlich geschminkte Gesichtspartien, kaum bis gar nicht vorhanden. Die Grenzen zwischen beiden Splitterkulturen sind hinsichtlich der Interessen und der Kleidung jedoch fließend. Schwarzromantiker sind eine länderübergreifende Erscheinung und, mit unterschiedlichen Titulierungen wie Romantic Goth und Romantigoth, auch in Großbritannien, Frankreich, Italien, Spanien oder Brasilien zu finden. Bevorzugte Musik: Neoklassik, Ethereal Wave, Neofolk Beispiele: Dead Can Dance, Ataraxia, Dargaard, Faith and the Muse, frühe Love Is Colder Than Death, Artesia |
| Sonstige          | In der zweiten Hälfte der 1980er entstand mit der wachsenden Popularität von Bands wie The Sisters of Mercy, The Mission oder Fields of the Nephilim eine Fangemeinschaft, die sich von den äußeren Merkmalen aller zuvor genannten Splitterkulturen stark unterscheidet. Dabei dominieren vor allem lange Haare und Kleidungselemente der Hard-Rock-Szene. Dieses Outfit gipfelt bei einigen Fans in der vollständigen Übernahme des Kleidungsstils der Fields of the Nephilim, die aufgrund ihres Westernlooks (Reitmäntel, Barmah-/Stetson-Hüte) scherzhaft als „The Bonanzas“ betitelt wurden. Obwohl sich dieses Erscheinungsbild von den anderen deutlich abhebt, fällt es in die Zeit der Viktorianischen Kulturperiode (19. Jahrhundert) und ist durch diese vorgeprägt (Beispielfoto (Memento vom 13. Februar 2008 im Internet Archive)). Bevorzugte Musik: Gothic Rock, Artverwandtes Beispiele: Fields of the Nephilim, The Mission, The Sisters of Mercy, New Model Army, Catherines Cathedral |

Innerhalb einer Splitterkultur lassen sich stilbestimmende Gemeinsamkeiten erkennen, die sich auf das gesamte Lebensumfeld erstrecken und sowohl die musikalischen Präferenzen und persönlichen Interessen als auch das Erscheinungsbild und die Wohnraumgestaltung einschließen. Das Verwandtschaftsverhältnis zwischen diesen Komponenten wird in der Sozialwissenschaft als Homologie bezeichnet.

„Eingeschlossen ist das gesamte Lebensumfeld, wie das eigene Zimmer bzw. die eigene Wohnung, der Kleidungsstil, die Frisur, die Musik, der Tanzstil sowie spezifische Orte und Treffpunkte. Fixpunkt der Orientierung stilistischer Praktiken sind – wie bei anderen Jugendsubkulturen auch – die speziellen Musikstile.“

Beispiel: Ein Goth, der überwiegend neoklassische Dark-Wave-Gruppen wie Dead Can Dance oder Ataraxia favorisiert, kleidet sich vorrangig in wallende Kleider (siehe Schwarzromantiker). Sein Wohnraum ist mit antiken Einrichtungsgegenständen möbliert, mutet aristokratisch oder gar folkloristisch an und strahlt eine verträumte, weltentrückte oder feenhafte Atmosphäre aus. Das kulturelle Umfeld eines Goths, der überwiegend gothic-rock-orientierte Dark-Wave-Gruppen wie Bauhaus, Siouxsie and the Banshees und Cinema Strange favorisiert, wird hingegen primär durch die Post-Punk-Bewegung der frühen 1980er bestimmt. Sein Umfeld ist somit noch deutlich durch die Punk-Kultur geprägt (siehe Batcaver). Die äußeren Attribute, wie Kleidung, Frisur und Wohnungseinrichtung, sind in der Regel Ausdruck einer Geisteshaltung oder eines die jeweilige Splitterkultur bestimmenden Lebensgefühls.
Nicht alle Goths gehören einer Splitterkultur an. So gibt es auch verschiedene Mischformen, die sich vor allem im Erscheinungsbild und in den musikalischen Vorlieben widerspiegeln.

### Pseudonyme
Ein hervorstechendes Merkmal der Gothic- und Dark-Wave-Bewegung war lange Zeit die Nutzung von Pseudonymen, die seit der zweiten Hälfte der 1980er weite Verbreitung erfuhren. Anfangs noch deutlich von der Punk-Kultur beeinflusst, wurde die Bandbreite an Pseudonymen recht früh um Namen erweitert, die den Bereichen Film, Musik, Literatur und Mythologie entstammten und zugleich auf die Interessen ihrer Namensträger verwiesen. Dazu gehörten Namen wie Morticia, Ceridwen, Menhyt, Moonchild, Lilith, Luctus, Necrophorus, Nycteris, Châtelaine, Akasha, Baal, Desdemona oder Ozymandias. Einfach zusammengestellte Pseudonyme (bspw. Dark Angel 666), wie sie vorwiegend von Sympathisanten und Szeneneueinsteigern verwendet werden, galten und gelten als einfallslos und sind in der Szene verpönt.
Mit der Verbreitung des Internets erreichte die Nutzung von Pseudonymen letztlich ihren Höhepunkt.

„Vermutlich forciert durch die Nutzung des Internets als Kommunikationsmedium, verwenden viele Szeneanhänger anstelle ihres bürgerlichen Namens ein Pseudonym, das oft auch die virtuellen Grenzen der elektronischen Medien verlässt und auch innerhalb des alltäglichen, realen Lebens Anwendung findet. […] Innerhalb einer lokalen Szene ist das Pseudonym zumeist ein Unikat und erlaubt daher eine Identifikation der Person.“

Inzwischen finden derartige Pseudonyme auch in anderen Jugendkulturen und Milieus, wie beispielsweise in der Black-Metal-Szene oder Teilen der heutigen Schwarzen Szene, Anklang, wodurch ihre Verwendung nicht mehr an die Gothic-Bewegung gebunden ist.

### Szenemedien
Zeitschriften für die Gothic-Szene erschienen primär Anfang bis Ende der 1990er nur in geringer Auflage. Neben Fanzines wie Goth’s Not Dead aus dem Norden Deutschlands und dem Koblenzer Magazin The Torturer, das beiläufig Kassetten-Compilations mit Newcomerbands aus dem Gothic-Rock- und Dark-Wave-Umfeld veröffentlichte, etablierten sich insbesondere The Gothic Grimoire oder das Gothic-Magazin. Letzteres ist infolge seiner Schwerpunktverlagerung bis heute aktiv. Es widmet sich inzwischen dem Themenspektrum der gesamten Schwarzen Szene und weit darüber hinaus, sodass es den Status als Gothic-Magazin in der zweiten Hälfte der 1990er verloren hatte. Außerhalb Deutschlands waren das Naked Truth aus Glasgow, das Gothic Chapter aus Paris, das Propaganda Magazine aus New York, das Under the Black Rose Magazine aus Latina sowie Alma Mater und Sturm und Drang aus Barcelona und Maldoror aus Madrid federführend. Ein weiteres, schlicht mit Gothic Mag betiteltes Magazin erschien in Griechenland.

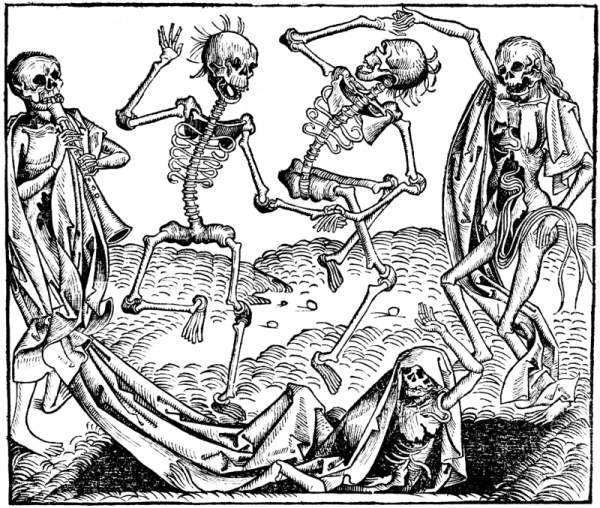
Typisches Fanzine-Motiv: Michael Wolgemuts Danse-Macabre-Darstellung Tanz der Gerippe, ein Holzschnitt von 1493, verwendet für einen UK-Decay-Bericht in einem Fanzine von 1982 (Report 2. Braunschweiger Szenemagazin).

Viele der seit den 1980er Jahren herausgegebenen Fanzines und Musikmagazine, wie Spex, ZigZag, Glasnost, Der Wahrschauer, Strange Ways, PopNoise, Zillo, Inquisita oder Epitaph, beinhalteten stets eine breite Auswahl unterschiedlicher Genres der Wave- und Independent-Bewegung und waren somit nicht ausschließlich für die Gothic-Kultur bestimmt. Noch in der Entstehungsphase der Gothic-Bewegung wurden szeneprägende Bands, wie Bauhaus, Joy Division und UK Decay, vorrangig in Punk-Magazinen (bspw. Pretty Vacant) publiziert. Diese wurden mittels Xerokopie oder Hektografie vervielfältigt und durch einfache Heftklammern oder Schnüre zusammengehalten. Zur Ausschmückung der Heftseiten fanden unter anderem hoch kontrastierte Bandfotografien, Vanitas-Motive oder Abbildungen von Gargylen und Tierschädel Verwendung. Ferner wurde, etlichen Gothic- und Dark-Wave-Alben entsprechend, auf Fotos von Grabskulpturen zurückgegriffen (Fotos von Gräbern in Staglieno und Père-Lachaise finden sich beispielsweise auf den Werken von Joy Division und Dead Can Dance). Die Verwendung solcher Fotografien in gothic-orientierten Magazinen erreichte in den 1990ern ihren Höhepunkt.

„Aus irgendeinem Grund hatten die ersten Fanzines nie eigene Fotos und waren daher auf Illustrationen angewiesen, die sie irgendwo klauen konnten. […] Von da ausgehend entwickelte sich die Bilderwelt, die seitdem den Goth dominiert.“

Gegenwärtig gibt es – neben wenigen Printmedien wie dem Transmission Magazine und dem Crawling Tunes Magazine (beide Deutschland), Drop Dead und Death-Rock (beide New York) sowie dem Music Your Grandparents Can Dance To Magazine (Australien) – einige Webzines (Online-Magazine), wie BackAgain.de, Deathrock.com oder Bat-Cave.pl, deren Hauptaugenmerk auf Gothic und verwandten Richtungen wie Death-Rock oder Cold Wave liegt.
Im Vergleich zur Metal-Bewegung wurde der Gothic-Kultur im Fernsehen nie ein Platz für szenespezifische Musiksendungen eingeräumt. Auch Hörfunksendungen, die sich exklusiv mit dem musikstilistischen Output aus dem Gothic-Umfeld beschäftigen, wurden bis heute nicht realisiert. Vereinzelt gab es Sendungen, die wiederholt Gothic-Bands in ihr breit gefächertes Independent-Programm aufnahmen, wie John Peel’s Music auf BBC Radio 1, die auch in Norddeutschland, Nordrhein-Westfalen, West- und Ost-Berlin über den britischen Soldatensender BFBS Radio 1 empfangen werden konnte, und ab 1984 Graffiti auf WDR 1. Charakteristischer Bestandteil von John Peel’s Music waren die Peel Sessions, für die unterschiedliche Bands ins Studio eingeladen wurden, um ohne aufwändige Produktion in kurzer Zeit einige Stücke live einzuspielen. Viele dieser Peel Sessions wurden auf Tonträger veröffentlicht (zum Beispiel The Cure, Joy Division, Xmal Deutschland, Clan of Xymox). Zeitweilig existierten einige Webradios, wie der französische Sender Onde FM, die jedoch nach kurzer Dauer ihre Aktivitäten einstellten.

### Verhältnis zu anderen Subkulturen
Ein freundschaftliches Verhältnis verbindet Teile der Gothic-Szene mit der Punk- und Psychobilly-Kultur. Ein Grund hierfür findet sich vor allem in den musikalischen Vorlieben, die sich diese Jugendkulturen teilen (The Cramps, Alien Sex Fiend, Fliehende Stürme). Seit den Anfängen der Szene lassen sich zudem Berührungspunkte mit der Post-Industrial-Bewegung erkennen (so bspw. über Gruppen wie Einstürzende Neubauten, Cabaret Voltaire, Foetus oder später auch Skinny Puppy), die besonders in den 1990er Jahren intensiviert wurden.
Demgegenüber kam es häufiger zu Konflikten mit Anhängern der EBM-Szene, die sich überwiegend in den westeuropäischen Metropolregionen Brüssel, Lüttich, Rotterdam, Frankfurt am Main und Berlin oder im Osten Deutschlands abseits der Schwarzen Szene entwickelte und sich mit der Weltschmerz-Attitüde und dem androgynen Erscheinungsbild, das in Teilen der Gothic-Kultur vorherrscht, nicht anfreunden konnte. Für sie stand martialisches Auftreten und körperbetonte Härte als Zeichen von Männlichkeit im Vordergrund.
Als eines der größten Feindbilder der Gothic-Kultur galt lange Zeit die Metal-Szene. Dieser Feindseligkeit, die von beiden Subkulturen ausging, wirkten in den 1990er Jahren hauptsächlich Künstler aus dem musikalischen Umfeld, wie Secret Discovery, Paradise Lost, Dreadful Shadows oder – ganz gezielt – die Metal-Formation Atrocity in Zusammenarbeit mit Das Ich, entgegen. Die damit einsetzende Öffnung und zunehmende Verschmelzung von Teilen beider Subkulturen zu einer „Gothic-Metal-Szene“ wird jedoch nicht einheitlich befürwortet und seit Ende der 1990er stark kritisiert. Sie stößt vor allem bei traditionell ausgerichteten Vertretern sowohl der Gothic-Kultur als auch der Metal-Szene auf Ablehnung.
Ferner sind seit der Mitte der 1990er Jahre verstärkt Überlagerungen mit der BDSM-Szene sichtbar. Sie werden von den Goths allerdings nicht grundsätzlich positiv bewertet, sondern bisweilen als Unterwanderung empfunden. Dabei wird häufig übersehen, dass Elemente der Fetisch- und BDSM-Kultur schon in den 1980ern über die Punk-Bewegung in die Gothic-Kultur gelangten und modischer Bestandteil der Batcave-Szene in London waren. Durch Musiker wie Siouxsie Sioux (Siouxsie and the Banshees), Gitane Demone und Eva O (beide ehemals Christian Death) und später aufgrund des wachsenden Erfolges von Performance-Künstlern wie Die Form fand die Fetisch-/BDSM-Mode weitere Verbreitung. Die Überschneidung mit der BDSM-Szene beschränkt sich somit fast ausschließlich auf den modischen Aspekt.
Deutliche Abgrenzungsversuche bestehen gegenüber der Visual-Kei-Bewegung. Speziell japanischen Goths ist die Visual-Kei-Szene ein Dorn im Auge, da viele Vertreter dieser Szene (sogenannte J-Rock-Bands) von den Massenmedien fälschlich als Gothic präsentiert und international als japanische Gothic-Bands missverstanden werden.
Weiterhin besteht ein gespaltenes Verhältnis zur Cyber-Kultur. Diese Szene wird häufig als Feindbild wahrgenommen, vereinzelt aber auch als Bestandteil der Gothic-Kultur betrachtet (als sogenannte „Cybergoths“), obgleich hierbei keine grundlegenden Gemeinsamkeiten bezüglich des Outfits oder der musikalischen Vorlieben und Wurzeln erkennbar sind. Auch ein Bezug zu romantischen Themen ist der Cyber-Kultur fremd.

## Weltanschauung

### Religion
Die Zugehörigkeit einer Person zur Gothic-Kultur ist unabhängig von Glauben, Konfession und Religionszugehörigkeit. Goths beschäftigen sich in Grundzügen mit dem Thema Religion und ziehen individuelle Schlüsse, wodurch eine nähere Bestimmung nicht möglich ist. Einige Teile der Szene sind dem Atheismus zugeneigt und lehnen die Institution Kirche, beispielsweise aufgrund ihrer Verfehlungen im Laufe der Geschichte, völlig ab.
Bei manchen Goths herrscht eine Sehnsucht nach den Ursprüngen des Glaubens und dem Heidentum vor, das im Verlauf der Christianisierung gewaltsam zerstört wurde. Das drückt oftmals den Wunsch nach den eigenen Ursprüngen und Wurzeln aus. Es lässt sich darüber hinaus ein Interesse an okkulten oder neuheidnischen Inhalten (bspw. an Wicca) feststellen. Damit einher geht eine Tendenz zum Synkretismus (auch „Patchwork-Religion“ genannt).
Anders als im Black Metal ist Satanismus kein elementarer Bestandteil der Gothic-Kultur. Obwohl sich etliche Angehörige der Gothic-Bewegung vom Satanismus distanzieren und ein völlig anderes Lebensgefühl auszudrücken versuchen, werden sie aufgrund ihrer äußeren Erscheinung oft mit diesem in Verbindung gebracht und von Außenstehenden belächelt oder gar als potentiell gefährlich eingestuft.
Zwar gab es in der Grufti-Szene der 1980er Jahre Szeneangehörige und Jugendcliquen, die sich oberflächlich mit dem Thema Satanismus auseinandersetzten. Den meisten Gruftis war Satan jedoch kein Anliegen. Ihr Erscheinungsbild und ihre Eigenheiten entsprangen vielmehr einer morbiden, teils nihilistisch geprägten Grundstimmung, die das einigende Element der Grufti-Szene darstellte. Der vornehmliche Glaubensinhalt der Gruftis war somit nicht, wie in den Medien häufig behauptet, der Glaube an den Satan oder an einen Gott, sondern an den Tod als eine übergeordnete Macht, der jeder Mensch unterworfen ist. Dieser Glaubensinhalt verweist wiederum auf eine atheistische Grundhaltung.

„Weitergehende Beschäftigung mit Satanismus über theoretische Betrachtungen hinaus, findet – wenn lokal überhaupt – nur bei Randgruppen statt und ist keineswegs als szenetypisch zu bewerten.“

Die gesellschaftlichen Vorurteile treffen allerdings die an sich uneinheitliche Gothic-Kultur in ihrer Gesamtheit. Sie mögen gerade bei jüngeren Personen, die in die Szene hineinwachsen, die Ansicht verstärken, eine Ablehnung des christlichen Glaubens oder gar eine Hinwendung zum Satanismus sei Voraussetzung, um als Szeneangehöriger anerkannt zu werden. Dies ist jedoch nicht der Fall. In Einzelfällen mündet dieser Trugschluss besonders bei Neueinsteigern im adoleszenten Entwicklungsstadium in einen fiktiven Satanismus („Fantasiesatanismus“ auf der Basis individueller Interpretationen), der aufgrund von Nervenkitzel oder Provokation betrieben wird, allerdings keinen wirklichen Bezug zum Satanismus aufweist.

„Die Jugendlichen wollen Erwachsene schockieren, was ihnen durch die Hinwendung zum Satanismus am effektivsten gelingt, da das Christentum das dominierende Glaubenssystem der westlichen Kultur ist.“

Häufig wird mit okkulten Symbolen, zum Beispiel dem vorchristlichen Pentagramm und dem Petruskreuz, zum Zwecke der Provokation gespielt. Andererseits werden sie als Ausdruck von Kirchen- und Religionskritik verwendet. Oftmals ist es jedoch die in der Szene verbreitete Faszination an der Mystik, die Goths zum Tragen okkulter und religiöser Symbole bewegt.
Ein kleiner Teil der Szene ist christlich geprägt. Ein Beispiel hierfür liefert der Schwarze Gottesdienst, der jährlich zum Wave-Gotik-Treffen in der Leipziger Peterskirche stattfindet.

### Politik
Eine eindeutige politische Ausrichtung ist nicht feststellbar. Im Vergleich zu anderen Subkulturen, die sich im Umkreis der Schwarzen Szene bewegen, nimmt Politik innerhalb der Gothic-Bewegung einen nebensächlichen Stellenwert ein, wodurch konservative oder rechtstendierende Ideologien seltener anzutreffen sind. Einige Goths interessieren sich für linksalternative Politikansätze. Andere wiederum nehmen eine primär unpolitische Haltung ein – seit den 1990ern mit steigender Tendenz.

„Mit der Zeit scheint das auch stetig abzunehmen, [ungewöhnlich,] wenn man bedenkt, dass die Wave- und Gothic-Bewegung aus dem Punk entstanden ist und in der ersten Hälfte der 1980er Jahre sehr stark von der unterkühlten Stimmung des Kalten Krieges geprägt wurde.“

Rechtsextremismus und Fremdenfeindlichkeit werden in der Gothic-Kultur weitgehend abgelehnt. Dieser Umstand machte sich vor allem in den 1990er Jahren bemerkbar. Zeitschriften wie das Bonner Musikmagazin Gothic Press wiesen 1992 in einem Rundschreiben auf die Gefahr des Rechtsextremismus hin und sprachen sich gegen rechtsextreme Gewalt aus. Gleichzeitig distanzierte sich jedoch ein Großteil der Szene von jeglichen politischen Ideologien und sah Aktionen gegen Rechtsextremismus und Fremdenfeindlichkeit als selbstverständlich an.
Mehrfach wurden durch die Medien und linksradikalen Organisationen, wie etwa Splittergruppen der Antifa, Bezüge zwischen der Gothic-Kultur und Künstlern hergestellt, denen eine rechtsextreme Gesinnung nachgesagt wird. Viele dieser politisch umstrittenen Künstler, wie Boyd Rice, Death in June, Von Thronstahl, Der Blutharsch oder Blood Axis, stammen jedoch aus dem Neofolk- und Martial-Industrial-Umfeld. Sie bewegen sich vornehmlich im Randbereich der Schwarzen Szene und verfügen über nur wenige Berührungspunkte mit der Gothic-Kultur.

## Begegnungsräume

### Events
Ein „Event“ ist die in der Schwarzen Szene verbreitete Bezeichnung für eine Diskothekenveranstaltung. Reine Gothic-Events gab es bis in die späten 1990er Jahre hinein kaum. Diese wurden meist in Form von „Independent-Feten“ veranstaltet, das Publikum setzte sich zunächst aus Anhängern unterschiedlicher Subkulturen, wie Punks, Rockabillies, Psychobillies, Wavern, Rude Boys, EBM- und Elektro-Fans, seltener aus Anhängern der Post-Industrial-Kultur oder der Crossover-Szene, zusammen. Diese vielseitigen Independent-Veranstaltungen waren notwendig, da sich ein Event für nur eine Musik- und Szene-Richtung aufgrund der anfallenden Kosten nur schwer verwirklichen ließ. Zwischen Anfang und Mitte der 1990er Jahre verschwand ein Teil des Publikums aus den Diskotheken, vor allem Punks, Rockabillies oder Anhänger der EBM- und Crossover-Szene. Zu dieser Zeit teilten sich Goths mit nur wenigen Subkulturen, wie der Elektro-Szene, die Tanzfläche.
In den darauf folgenden Jahren wandelte sich das Publikum drastisch. Dies äußerte sich speziell durch den enormen Zulauf von Angehörigen der Metal-Szene, vor allem aber der Techno-Kultur, deren Mitglieder nach dem Abflauen der Techno-Welle verstärkt in die Schwarze Szene abwanderten. Ein Grund hierfür ist die Präsenz metal-lastiger (unter anderem Dark Metal) oder technoid geformter (unter anderem Future Pop) Klänge, die immer mehr das Veranstaltungsprogramm der Schwarzen Szene prägen und damit bereits 1996 in Kernregionen wie Nordrhein-Westfalen die ersten szeneinternen Konflikte auslösten. Da es landesweit und international zunächst keine einheitlichen Programm-Entwürfe gab und sich die Veranstaltungen von Stadt zu Stadt unterschiedlich gestalteten, machte sich dieser Wandel in anderen Regionen erst einige Jahre später bemerkbar. Insbesondere die dance- und techno-lastige Musik, die während dieser Zeit von Teilen der Elektro-Szene bevorzugt wurde, förderte im neuen Jahrtausend die Herausbildung der Cyber-Kultur, die in mehreren Gebieten Europas (beispielsweise im Ruhrgebiet) gegenwärtig das Hauptpublikum in den Diskotheken bildet, und führte dazu, dass sich zahlreiche Goths von den herkömmlichen Events abwandten und gothic-, dark-wave- bzw. death-rock-spezifische Veranstaltungen organisierten, die sich nun – begünstigt durch das Batcave-Revival – aufgrund der Größe des Gothic-Publikums rentierten.

„Es gibt inzwischen regelrechte »Anti-Future-Pop«-Veranstaltungen. Wenn das schon auf dem Flyer steht, ist das ein Anzeichen dafür, dass die Leute langsam genug davon haben.“

Bekannte Events der letzten Jahre waren unter anderem Pagan Love Songs (Bochum), Gothic Pogo Party (Leipzig), Blüthenrausch (Berlin), Geistertanz (Bremen), New Dark Age und Crimson Night (beide Hannover), New Wave & Romantic Night (Chemnitz), Tanz Debil (Bielefeld), Levitation Party (Rüsselsheim), Dangereux (Basel), Dead and Buried (London), Batcave Party (Bratislava), Gothic au Chat d’Oc (Toulouse), Bloody Bat und Beautiful but Deadly (beide Paris), Release the Bats! (Los Angeles), Zombie Party (Barcelona) oder 1334 (Melbourne).

### Friedhöfe

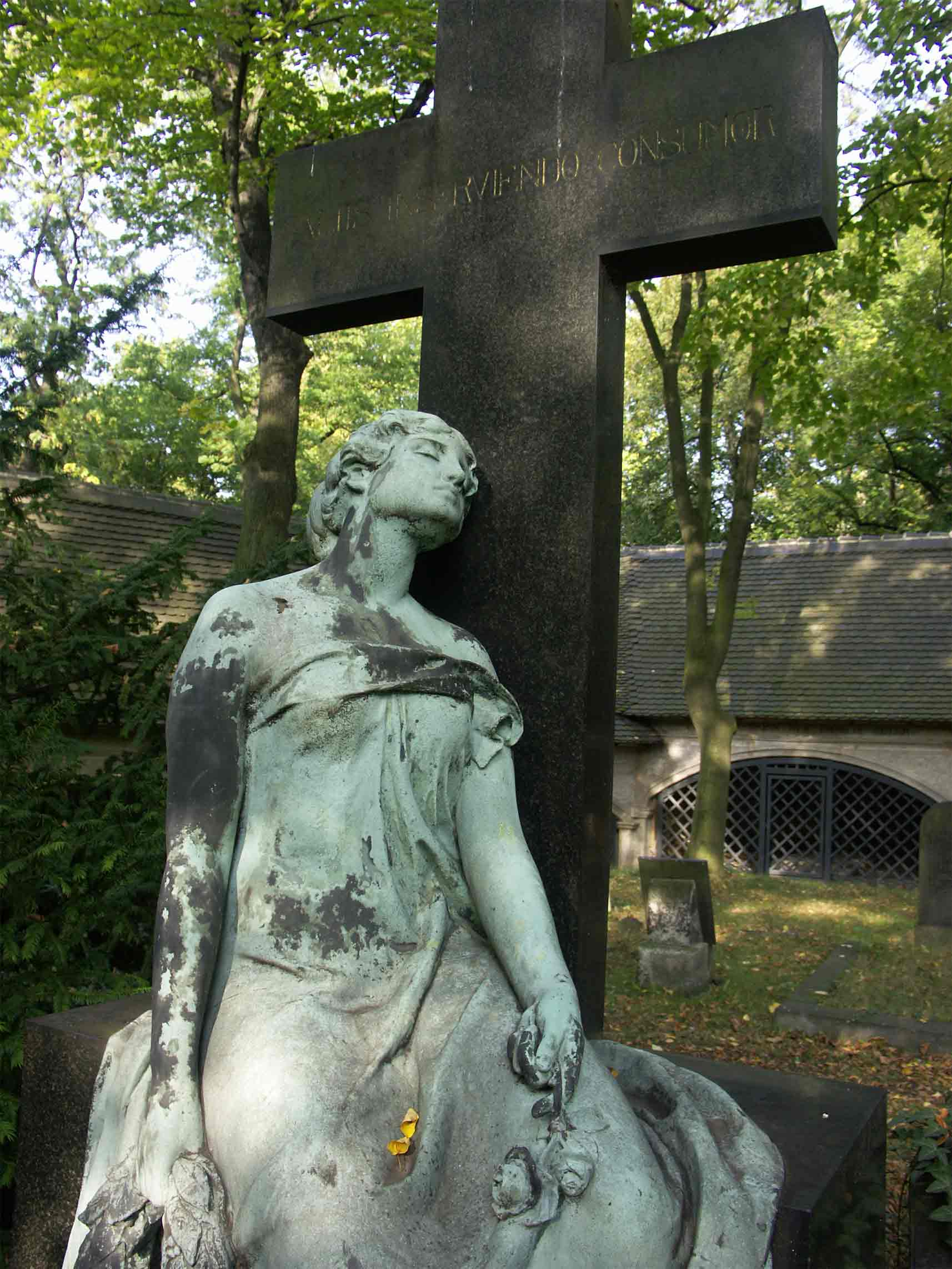
Stadtgottesacker in Halle an der Saale

Ein weiterer bedeutsamer – wenn auch umstrittener – Treffpunkt und Aufenthaltsort für Goths ist der Friedhof. In den 1980er Jahren wurde der Friedhof hauptsächlich aufgrund jugendlicher Abenteuerlust aufgesucht. Zu Beginn der 1990er wich der Nervenkitzel an den nächtlichen Besuchen einer Faszination an der Ästhetik alter Gräber. So avancierte der Friedhof zu einem beliebten Besuchsziel mit ruhiger, romantischer und mystischer Ausstrahlung. Damit knüpfen viele Goths – oftmals auch unbewusst – an die Gepflogenheiten zur Zeit der Romantik an. Im 19. Jahrhundert waren Friedhöfe nicht nur Begräbnisstätten und Sammelstellen für Leichname, sondern öffentlich und gern besuchte Plätze, die von ihren Besuchern als Orte der Meditation und mentalen Sammlung aufgesucht wurden.

„Der morbide Charme eines von hohen Mauern und alten Bäumen umsäumten Gottesackers mit seinen von Efeu und Ginster überwucherten Gräbern, seinen Stelen und Statuen, seinen kleinen Kapellen und Grüften, ist trefflich geeignet, das Gemüt zu beruhigen, die Fantasie zu beflügeln und über die Vergänglichkeit allen Seins zu sinnieren. […] Im Schatten der kühlen Mauern eines Beinhauses, angesichts der Allgegenwart des Todes verblassen die kleinen Sorgen und Nöte des Daseins und weichen dem Begreifen ihrer Bedeutungslosigkeit.“

Mit dem Beginn des 20. Jahrhunderts entwickelte sich der Friedhof zu einem tabuisierten Ort, der insbesondere von den jüngeren Generationen gemieden und aus dem Leben verbannt wird. Goths enttabuisieren den Friedhof und machen ihn zu einem alltäglichen (bzw. allnächtlichen) Aufenthaltsort.

### Festivals
Bekannte Anlaufpunkte für die Gothic-Kultur bild(et)en das:
- Bizarre-Festival in Berlin
- Castle Party in Bolków
- Dark Wave Meeting in Straßburg
- Diabolus Cantus Festival in Karlsruhe-Durlach
- Gothic & Wave Festival in Bratislava
- Herbstnächte in Rabenstein/Fläming
- M’era Luna Festival in Hildesheim
- Night of Darkness in Krefeld
- Ombre Sonore Festival in Straßburg
- Sol et Luna Festival in Leipzig
- Wave-Gotik-Treffen in Leipzig
- Woodstage Summer Open Air in Glauchau
- Zillo Festival in Hildesheim

Keine dieser Veranstaltungen wurde ausschließlich für die Gothic-Szene konzipiert. Sie werden jedoch häufig von Vertretern der Gothic-Kultur aufgesucht. Speziell das Wave-Gotik-Treffen, das ursprünglich als Treffpunkt für Waver und Goths ins Leben gerufen wurde, deckt mittlerweile durch ein vielseitiges Angebot das Interesse der gesamten Schwarzen Szene ab. Das Zillo Festival lockte zudem zahlreiche Anhänger anderer Independent-Kulturen (beispielsweise Punk) an. Das Publikum zeigte sich infolgedessen weniger homogen. Darüber hinaus gab und gibt es kleinere, jedoch weitaus repräsentativere Veranstaltungen wie das Sacrosanct Festival und das Whitby Gothic Weekend (beide England), das Under Cover of Darkness Festival, das Batcafe Festival sowie das Gothic Pogo Festival (alle drei Deutschland), Judgement Day (Österreich) oder Drop Dead (USA).

## Einfluss auf die Kunst
Die Gothic-Kultur hat verschiedene Künstler beeinflusst, nicht nur Musiker, sondern auch Maler, Fotografen und Schriftsteller. Allen gemein ist die Hinwendung zu mystischen, morbiden und romantischen Themen. Dabei wird wahlfrei auf Stilmittel verschiedener Epochen zurückgegriffen, beispielsweise auf die deutsche und englische Romantik. So facettenreich sich die Gothic-Kultur präsentiert, so vielseitig erscheinen auch die von ihr beeinflussten Kunstformen: In der Fotografie und Malerei reicht das Spektrum von unaufdringlichen Porträts über erotische Aufnahmen bis hin zu Darstellungen von Märchen-, Götter- und Fantasie-Gestalten. In der Literatur dominieren die Thematiken Poesie, Horror und Fantasy. Präsent ist die Vorliebe für dunkle Farben und Stimmungen, ähnlich den Gothic Novels, den Präraffaeliten oder den Malern des Jugendstils.
Zu den der Gothic-Kultur nahestehenden Fotografen zählen Felix Flaucher, Gerd Lehmann und Anni Bertram aus Deutschland; Viona Ielegems aus Belgien; Nadja Lev aus den USA; Stéphane Lord aus Kanada oder Lord Heathcliff aus Frankreich. Unter den Zeichnern sind Natalie Shau, Rachael Huntington, Myka Jelina, Gerald Brom sowie die amerikanischen Comic-Künstler Jhonen Vasquez (Johnny the Homicidal Maniac) und James O’Barr zu nennen. Comic-Zeichner aus Deutschland sind Michael Kämpfer (Immer wenn es dunkel wird…), Uwe Roesch (Dead), Andreas Keiser (Gothic Tales) und Mathias „Tikwa“ Neumann (Die kleine Gruftschlampe), deren Werke vor allem durch Musik- und Kulturzeitschriften Bekanntheit erlangten.
Autoren, die ausschließlich für die Gothic-Szene schreiben, sind selten und wenn, dann auch kaum bekannt, da der Käuferkreis für „dunkle“ Lyrik nicht sehr groß ist. Christian von Aster gilt als szene-übergreifend bekannter Autor, der mit einigen Kurzgeschichten und Satiren einen Teil der Goths direkt anspricht oder dort zumindest größere Resonanz erfährt. In Teilen der englischsprachigen Gothic-Szene sehr beliebt ist die amerikanische Autorin Poppy Z. Brite.
Im Bereich des Films sind besonders die Werke des amerikanischen Regisseurs Tim Burton hervorzuheben, dessen Arbeiten zum Teil durch die Gothic-Ästhetik beeinflusst sind. Etliche Musiker und Wegbereiter der frühen britischen Gothic-Bewegung ließen sich darüber hinaus von Gothic-Horror-Klassikern und dem Film noir inspirieren, wodurch sich schon früh eine Wechselbeziehung zwischen Filmkunst und Musikkultur abzeichnete. Ein Beispiel hierfür bietet der Horrorfilm Begierde (engl. The Hunger) von Regisseur Tony Scott, in dem – neben David Bowie in der Hauptrolle – auch Peter Murphy, Sänger der Gothic-Rock-Band Bauhaus, mitwirkte. Einige dieser Filme erfreuen sich auch heute noch bei Angehörigen der Gothic-Kultur großer Beliebtheit.

## Darstellung der Gothic-Szene in den Medien
Das negative Image, das der Gothic-Szene anhaftet, wurde und wird zu einem Großteil durch die kommerziellen Medien aber auch durch die Szene selbst geprägt. Berichte über Satanismus, Grabschändungen oder schwarze Messen bilden den Inhalt zahlreicher Publikationen und nehmen starken Einfluss auf die Betrachtungsweise der Bevölkerung. Viele dieser Berichte, deren Inhalt über zwei Dekaden hinweg nahezu unverändert übernommen und vervielfältigt wurde, repräsentieren das Bild einer aufmüpfigen Jugendszene, die bezüglich ihrer Geisteshaltung und Lebensart als längst erloschen gilt.
Tatsächlich kam es in den 1980er Jahren in Teilen der Grufti-Szene vereinzelt zu Friedhofsvandalismus, dem die spätere Gothic-Bewegung jedoch ablehnend gegenübersteht. Hierzu zählten unter anderem das Umstoßen von Grabsteinen oder das Entwenden von Grabschmuck wie Kränzen, Grableuchten, Vasen oder Kruzifixen, die als Dekoration für die eigene Wohnstätte dienten. Dahinter standen vermutlich weniger antireligiöse Beweggründe als jugendliche Unbekümmertheit, Imponierverhalten und der Nervenkitzel beim Spiel mit Tabus. Zudem symbolisierten die gesammelten Gegenstände die unmittelbare Nähe zum Tod, die zur damaligen Zeit noch eine zentrale Stellung einnahm. Die Sorglosigkeit vieler jugendlicher Gruftis wirft dabei selbst Jahrzehnte später noch einen Schatten auf die gesamte Gothic-Bewegung. Das kontinuierliche Aufgreifen derartiger Geschehnisse durch die kommerziellen Medien, besonders durch Boulevardpresse- und -sendungen, begründet sich überdies oftmals nicht in der Absicht einer seriösen Berichterstattung, sondern zielt überwiegend auf die Sensationsgier der Bevölkerung ab, die in den alten, häufig übertrieben dargestellten Delikten ihre Vorurteile gegenüber der heutigen Gothic-Kultur bestätigt sieht.

„Nicht alle Mediendarstellungen zeigen die Szene in einer verzerrten Sicht. Es finden sich auch viele Artikel, die diese Subkultur mit großer Sympathie schildern. Solcherlei Berichterstattung kann man in der Regel seriösen Tageszeitungen entnehmen. Die wirklich schädigenden Berichte müssen zum größten Teil der Boulevard-Presse zugeschrieben werden.“

Die Szene findet auch in der 2007 erstmals ausgestrahlten Tatort-Episode Ruhe sanft Erwähnung. Die Darstellung ist dabei auffällig realitätsnah.
Abseits der kommerziell ausgerichteten Medien finden sich vereinzelt Berichte und Selbstdarstellungen der 1980er Jahre auch in den frühen Ausgaben der Musikzeitschrift Zillo, in denen – neben „Séancen auf den Gräbern der Toten“ – die Zerstörung von Grabsteinen, die Flucht aus der Realität mittels Konsum von Drogen, die zunehmende Aufspaltung in jugendkulturelle Cliquen und die stetig anwachsende Intoleranz innerhalb der Grufti-Szene angesprochen werden. Hierbei muss jedoch berücksichtigt werden, dass die Grufti-Szene als reine Jugendbewegung konstituiert war, von der ein Teil ihrer Anhänger versuchte, mithilfe abenteuerlicher, morbider Geschichten in den Medien Aufmerksamkeit zu erregen und vor allem szeneintern Respekt und Anerkennung zu erlangen.

## Geschichte

### Vorläufer und Einflussfaktoren

#### Punk
Die Punk-Bewegung entstand in der Mitte der 1970er Jahre, ihre subkulturellen und musikalischen Ursprünge reichen jedoch bis in die späten 1960er zurück. Die Kultur entwickelte sich als Reaktion zu dem als verlogen empfundenen, friedvollen Idealismus und Optimismus der Hippies wie auch gegen das politische Establishment (auch gegen die Linke) und vertrat eine anti-bürgerliche Lebensweise. Im Vordergrund stand die Provokation der von ihr abgelehnten Gesellschaft, sowohl durch das Aussehen, das vor allem das Hässliche betont (wie zerrissene, häufig mit Parolen und umstrittenen Symbolen versehene oder anderweitig modifizierte Kleidung, auffällige Sonnenbrillen, Piercings), als auch durch das Verhalten. Durch die Zuspitzung des Kalten Krieges, die Wirtschaftsrezession und der damit verbundenen Massenarbeitslosigkeit entpuppten sich fehlende Zukunftsperspektiven, Identifikationsprobleme und wachsender Groll der Jugend auf die deutlich konservativen Moralvorstellungen der Obrigkeit und der Kirche. Die pessimistische Haltung der Punks, die eine merkliche Nähe zum Anarchismus und zum Nihilismus zeigten, drückte sich in dem Leitspruch „No Future“ aus. Jedoch gingen nicht alle Angehörigen der Punk-Bewegung in gleicher Art und Weise mit den vorhandenen Problemen um. Schon früh zeigten sich in der Szene verschiedene Charaktere, die sich denen innerhalb der Gothic-Kultur stark ähneln: Neben gesellschaftskritischen und hedonistisch orientierten Punks, deren Hauptintention es war, den Weg in den Untergang zu feiern, entwickelte sich parallel dazu ein introvertierter Ableger, der sich überwiegend in der Attitüde des Depro-Punk widerspiegelt.
Die Musik der frühen Punk-Bands war eine rohe und primitive Form des Rock ’n’ Roll als Gegenpol zum perfektionierten Progressive Rock und der oberflächlichen und kommerziell ausgerichteten Disco-Kultur. Den Grundstein für den Punk legten Bands wie Ramones, The Stooges, New York Dolls, MC5 oder auch Patti Smith, als Keimzelle der Bewegung gilt der Club CBGB in New York City. Als sich der Punk Ende der 1970er Jahre in verschiedene Genres aufspaltete, gingen daraus der Death-Rock und der Gothic Rock hervor; Punk-Bands wie The Stooges und The Damned übten auf die Entwicklung der Gothic-Musik wesentlichen Einfluss aus. Entgegen mancher Aussagen war Gothic jedoch keine gezielte Abspaltung vom Punk. So verstanden sich viele Gothic-Bands selbst noch als Teil der Punk-Bewegung und nicht als Initiatoren eines neuen Genres.
Sowohl äußerliche Merkmale wie der Irokesenschnitt, zerrissene Netzhemden und Strumpfhosen als auch ideologische Aspekte flossen in die Gothic-Bewegung ein. Der Übergang vom Punk zum Gothic war jedoch fließend und wurde zunächst kaum wahrgenommen. So war auch unter Punks ein dunkler Kleidungs- und Schminkstil verbreitet, der bereits in den 1980ern farbenfroheren Outfits wich.

#### New Romantic
New Romantic, eigtl. New Romanticism, war eine jugendkulturelle Szene, die sich Ende der 1970er Jahre innerhalb der New-Wave-Bewegung als Reaktion auf den Punk entwickelte. Die Angehörigen dieser Szene, die New Romantics, Mantics oder auch Blitz Kids (benannt nach dem Nachtclub „The Blitz“ in London, der als Wiege dieser Jugendkultur gilt), fielen vor allem durch ihr glamouröses Erscheinungsbild, bestehend aus klassischen Uniformteilen (18./19. Jahrhundert), Hüten (Zweispitz oder Dreimaster), Cutaways, Gilets, Rüschenhemden, Spitzenkleidern, Harlekin-Kostümen, Gehstöcke und indianischen Schmuckgegenständen sowie extrem aufgetragenem Make-up und bizarren Haarstilen auf, mit dem sie sich bewusst von dem als schmuddelig empfundenen Punk-Look abzugrenzen versuchten.
Musikalisch bewegten sich die New Romantics zwischen New Wave, Funk und Glam Rock, bevor szene-eigene Bands wie Spandau Ballet, Visage, Classix Nouveaux, Duran Duran und Culture Club ins Rampenlicht traten und die Bewegung außerhalb Englands bekannt machten. In Mitteleuropa wurde New Romantic jedoch überwiegend mit Bands wie The Human League, Depeche Mode und Soft Cell assoziiert, wodurch eine Bedeutungsverschiebung auf das Synthie-Pop-Umfeld erfolgte. Aus diesem Grund existierte auf dem europäischen Festland vielerorts keine der britischen Szene entsprechende New-Romantic-Bewegung.
Inwieweit New Romantic die Gothic-Kultur in ihrer Entwicklung beeinflusste, ist unklar. Tatsächlich glaubten in Deutschland viele Gruftis, die Gothic-Bewegung habe sich auf der Grundlage der New-Romantic-Szene entwickelt. Um 1982 erreichte die New-Romantic-Bewegung in Großbritannien ihren kulturellen Höhepunkt. Zahlreiche „Mantics“ wandten sich – bedingt durch den kommerziellen Erfolg ihrer Idole – von der Szene ab und suchten nach Alternativen, die sie unter anderem in der sich gleichzeitig neu entwickelnden Gothic-Kultur fanden. So diente der Batcave-Club in London, der als Entstehungsort der Gothic-Szene in England gilt, zunächst als Treffpunkt für New Romantics, Punks und verwandte Jugendkulturen, ehe er sich zum Prototyp eines Gothic-Clubs wandelte. Damit ging ein Teil der New Romantics nahtlos in die Gothic-Bewegung über, wodurch diverse Kleidungs-, Schmink- und Haarstile auf die Entwicklung der Gothic-Mode Einfluss ausübten.

#### Schwarze Romantik
Die Schwarze Romantik war eine literarische Strömung des 19. Jahrhunderts. Sie wurde vom italienischen Literaturwissenschaftler Mario Praz in seiner Studie La Carne, la Morte e il Diavolo nelle Letteratura Romantica (dt. Titel: Liebe, Tod und Teufel. Die schwarze Romantik) von 1963 ausgiebig untersucht. Sie wandte sich sowohl den Abgründen menschlicher Existenz (Wahnsinn, morbide Neigungen wie Nekrophilie) als auch antichristlichen, nihilistischen und gespenstischen Themenkreisen zu. Bedeutsame Autoren dieser Strömung der Romantik, als deren Wegbereiter Mario Praz Marquis de Sade begreift, waren Ludwig Tieck, E. T. A. Hoffmann, Edgar Allan Poe, Algernon Charles Swinburne und Lord Byron, aber auch Gérard de Nerval, Gustave Flaubert, Charles Baudelaire und Gabriele D’Annunzio.
Essentieller Bestandteil der Schwarzen Romantik waren die sogenannten Gothic Novels. Im englischen Sprachraum erfreuten sich die Gothic Novels, mit ihren schaurigen Handlungsplätzen wie Friedhöfen, Spukschlössern und Ruinen, großer Beliebtheit. Der Erfolg dieser Romane im Rahmen der aufkommenden Dekadenz-Literatur im 18. und 19. Jahrhundert war eine Reaktion auf die rationale, entmystifizierende Sicht des Naturalismus und der Aufklärung.
Seit den Anfängen der Gothic-Bewegung zeigt sich eine thematische Vernetzung zu den Gothic Novels und zur Schwarzen Romantik, die sich in ihren unterschiedlichen Ausdrucksformen bis heute erhalten hat. So gab es viele Bands aus dem Gothic-Rock- und Dark-Wave-Umfeld, wie Bauhaus, Siouxsie and the Banshees, Ghosting oder The House of Usher, die sich intensiv mit dieser Epoche auseinandersetzten. Auch in der Gothic-Kultur ist ein starkes Interesse an der Schwarzen Romantik vertreten. Hierbei wird allerdings nicht nur das Spektrum themenbezogener Romane und Filme rezipiert, sondern versucht, düstere Charaktere wie Untote oder Femmes Fatales in Szene zu setzen. Damit nehmen Goths den Platz von Rollenspielern ein. Im Rückzug in eine idealisierte Lebensweise findet sich sowohl bei den Romantikern als auch bei Anhängern der Gothic-Kultur eine Tendenz zur Weltflucht.

### Entwicklung der Gothic-Szene

#### Anfangsjahre (1981–1989)
Die Gothic-Kultur entstand ab den frühen 1980er Jahren europaweit als musikkulturelle Jugendszene. Wie bei anderen Jugendkulturen erfolgte hierbei ein Tribalisierungsprozess, der in einer ersten Stufe etwa 1983 abgeschlossen war. Nicht ganz geklärt ist, ob die Gothic-Szene von England aus Verbreitung fand oder ob sich in anderen europäischen Ländern gleichzeitig Parallelszenen entwickelten. So tourten Gruppen wie Siouxsie and the Banshees oder The Cure bereits in den Jahren 1980/1981 durch Deutschland (unter anderem Hamburger Markthalle und SO36 in Berlin; im Rahmen der „Rock/Pop“-Sendungen wurde 1981 ein Auftritt der Banshees im ZDF übertragen) und konnten schon zu dieser Zeit zahlreiche Fans gewinnen. Auch die Post-Punk-Band Joy Division gab 1980 zwei Auftritte in Köln und Berlin und war demzufolge in Deutschland bekannt. England diente jedoch als Reiseziel sowie als Orientierungspunkt bezüglich Musik und Mode. Es fand somit ein Austausch auf internationaler Ebene statt.
Inspiriert durch weitere Künstler, wie Bauhaus, The Sisters of Mercy, Christian Death, Xmal Deutschland und UK Decay, entwickelten sich so beispielsweise im deutschsprachigen Raum zunächst kleinere, regionale Gruppierungen (Cliquen), die in der Punk- und New-Wave-Bewegung Westeuropas verwurzelt waren, untereinander jedoch kaum Kontakt hielten. Speziell in den Großstädten standen sich viele der Jugendcliquen infolge von Generationskonflikten feindlich gesinnt gegenüber. Die frühesten Entwicklungsansätze der Gothic-Bewegung in Deutschland lassen sich seit etwa 1982 in der ehemaligen Mauerstadt West-Berlin finden, die sich in den 1980er Jahren zu einem Wallfahrtsort der westdeutschen Gothic-Szene entwickelte und einen intensiven Austausch mit London pflegte. Hier trafen sich die Goths aus der gesamten Bundesrepublik am Bahnhof Zoo oder auf dem Breitscheidplatz; zu den bedeutendsten Diskotheken zählten in dieser Zeit das Trash im Stadtteil Kreuzberg (später „Altes Kaufhaus“ alias „A. K.“) oder das Linientreu. In Österreich entfaltete sich das U4 in Wien zu einem zentralen Szenetreffpunkt.

„Vor zehn oder zwölf Jahren fing es an, Jugendliche zu geben, die sich, angeregt durch akustische und optische Erscheinungen im Reiche des Poppes und des Rockes, in schwarze Tücher hüllten, sich die Haare dunkel und nach oben weisend machten und finster blickend durch die Großstädte schlichen. Wie sie sich selber nannten, weiß ich nicht. Aber ich erinnere mich an eine so zurechtgemachte Frau, die sagte, sie wäre eine »Gothic-Frau«. Andere nannten diese Menschen »Gruftis«…“

Bereits in der Entstehungsphase der Gothic-Szene galt die erste Welle der Gothic-Musik etwa 1984 als erloschen. Bedeutsame Vertreter wie Bauhaus, The Cure, UK Decay, Specimen, The Southern Death Cult oder The Danse Society wandelten ihren musikalischen Stil oder gingen getrennte Wege. Diese Gegebenheit schlug sich bald auf die englische Regionalszene nieder, die schon in der Mitte der 1980er Jahre erste Verfallserscheinungen zeigte. War die Gothic-Bewegung in England primär eine Mode-Erscheinung unter vielen, die sich hauptsächlich in Clubs wie Clarendon Ballroom, Batcave, Kit Kat (alle drei London) oder The Phonographique in Leeds (bekannt durch die Veranstaltungsreihe Black Sheep) zusammenfand, so konnte sie im restlichen Europa, vor allem in den industriestärksten Regionen Deutschlands, Frankreichs und der Niederlande, Fuß fassen.

„Damals war es modisch, Goth zu sein. Deshalb war die Anhängerschaft größer. Als sich der Modegeschmack änderte, blieben die »wahren Goths« dabei. Aber die Leute, die nur der Mode gefolgt waren, wandten sich anderen Dingen zu.“

In Spanien beschränkte sich die Szene auf die Zentren Madrid, Barcelona und Saragossa. Sie war – ebenso wie Italiens Szene – nur eine kurzlebige Bewegung, die in der Mitte der 1980er abflaute und erst in den 1990er Jahren einen Aufschwung erfuhr. In den USA bildeten sich vor allem in den Küstenstädten Los Angeles, New York und Philadelphia gothic-spezifische Infrastrukturen heraus, während die als Rust Belt bezeichnete Region, mit Städten wie Boston, Detroit und Chicago, schwerpunktmäßig durch Post-Industrial, Electro-Industrial, Disco, House und Detroit Techno geprägt wurde und somit nur unwesentlich zur musikkulturellen Entfaltung beitrug. Los Angeles nimmt dabei eine gesonderte Rolle ein. Die Stadt avancierte zum Zentrum der Death-Rock-Bewegung, in deren Umfeld sich ein Teil der US-amerikanischen Gothic-Szene entwickelte. In Kanada bildete das Gebiet um Toronto, Montreal und Québec die kulturelle Kernregion.
Die Frisuren und Kleidungsstile der Goths waren zu dieser Zeit stark an das Erscheinungsbild der Punk- und New-Wave-Bewegung angelehnt oder wurden von den musikalischen Leitfiguren übernommen. Populäre Künstler wie Robert Smith (The Cure), Rozz Williams (Christian Death), Siouxsie Sioux (Siouxsie and the Banshees), Peter Murphy (Bauhaus) oder Jonathan Melton (alias Johnny Slut, Specimen) sind bis heute Idole der Gothic-Kultur und dienten hierbei als Vorbild.

„Es dauerte ein Jahr, bevor uns klar wurde, dass wir ein großes Publikum anzogen, Post-Punks, die sich in etwas verwandelten, das wir Wildebeests, wilde Kreaturen, nannten. […] Einerseits hatten wir ein Publikum, das wir durch unsere eigene Arbeit geschaffen hatten, andererseits waren wir auch ein wenig irritiert, neugierig und reichlich verwirrt: Wieso sieht unser Publikum so seltsam aus? Uns selbst war nicht bewusst, wie wir aussahen. Nach einer Weile wird man immun gegen die Schockwirkung des eigenen Outfits. Da wird das die Norm.“

Ab 1984 wurde die Szene zunehmend auch in deutschen Punk-Fanzines erwähnt. So beklagte das Mettmanner Szenemagazin The Mettmist in einem Bericht über einen Auftritt der Band Christian Death im Club „Okie Dokie“ in Neuss:

„Wieder mal spät begann das Konzert der amerikanischen Oberdüster-Gruppe Christian Death. […] Das Publikum war ebenfalls sehr düster […] Einige waren in vollem ‚Christian Death‘-Outfit erschienen. Na ja, an der Gruppe fand ich diese Klamotten ja toll. Aber sie total nachzumachen?“

Als weiterer Einflussfaktor gelten die regionalen Unterschiede bezüglich der Umwelt- und Lebensbedingungen und einem damit verbundenen Lebensgefühl. In Gebieten, die durch Industrie geprägt waren, herrschte vielmehr ein punk-lastiger Kleidungsstil vor. In Regionen, in denen ein historischer Architekturstil dominierte, fühlte sich hingegen ein Teil der Gothic-Szene von Epochen vergangener Tage inspiriert. So entstanden beispielsweise im süddeutschen Raum unterschiedliche Kleidungsstile, die sich an der Zeit der Romantik oder des Barock orientierten. Diese Stile werden häufig auch als Einfluss der englischen New-Romantic-Bewegung gedeutet.
Daneben ließen sich unzählige Goths von Filmfiguren aus Horror- und B-Movie-Klassikern wie Nosferatu, Die schwarze Katze, Der Rabe und The Hunger oder Filmkomödien wie The Munsters und The Comedy of Terrors inspirieren. Obwohl sie sich derselben Kultur zugehörig fühlten, unterschieden sich Goths, die sich an Horrorfilm- und Romanfiguren oder an Teilen der New-Romantic-Bewegung orientierten, schon früh von solchen, die eher dem Punk zugeneigt waren, sowohl was ihr Erscheinungsbild als auch ihre Lebensansichten anbelangte.
In der Mitte der 1980er begannen sich zunehmend Zeitschriften wie die BRAVO (Deutschland) und der Rennbahn-Express (Österreich) für das Jugendphänomen zu interessieren. So veröffentlichte die BRAVO unter anderem im März 1986 den Bericht Die Gothics lieben Grüfte. Schon im Februar des darauf folgenden Jahres startete mit Ratte macht die Fliege eine achtteilige Gothic-Foto-Love-Story.
Aufgrund des Mangels an musikalischen Idolen begann jedoch ab etwa 1987 auch die Szene in Deutschland allmählich zu zerfallen. Diesem Verfall wirkten Gruppen wie The Sisters of Mercy, The Cure oder Fields of the Nephilim entgegen. Neben Robert Smith, der sich nach einem Ausflug in kommerzielle Popgefilde auf seine Dark-Wave-Wurzeln zurückbesann, waren insbesondere Andrew Eldritch (The Sisters of Mercy) und Carl McCoy (Fields of the Nephilim) führende Musiker dieser Ära. Letztere beeinflussten die Mode einer neuen, speziell in Großbritannien als Bonanzas bezeichneten Splitterkultur nachhaltig, obgleich das für die frühe Gothic-Kultur charakteristische punk- und wave-bezogene Erscheinungsbild weiterhin dominierte.
Andere, kulturell bedeutende Bands aus dem Gothic-/Dark-Wave-Umfeld waren The Mission, Dead Can Dance, Clan of Xymox, The Fair Sex, Pink Turns Blue, Psyche oder Girls Under Glass.
Zu jener Zeit entwickelten sich Diskotheken wie das Zwischenfall in Bochum-Langendreer, das Abby in Meßkirch, das Ohm in Mannheim, das Cräsh in Freiburg oder das Madhouse in Berlin zu wichtigen Szenetreffpunkten in Deutschland.

#### Weiterentwicklung (1990–1995)

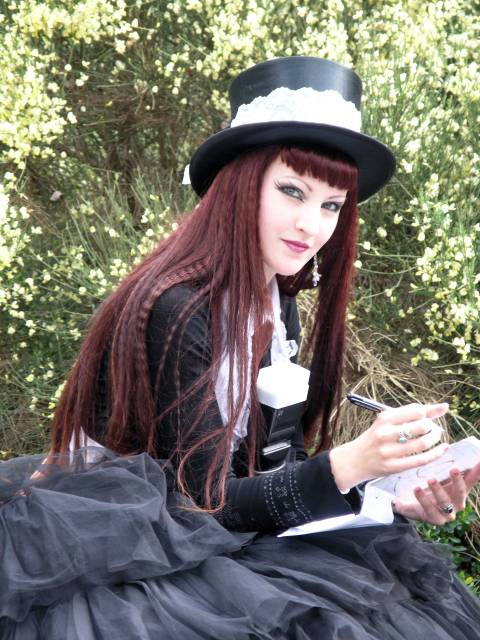
Wave-Gotik-Treffen Fotografin Viona Ielegems im schwarzromantischen Stil 2005

In den frühen 1990er Jahren erlebte die deutsche Independent-Szene einen Aufschwung, durch die Wende und das Zusammenwachsen von Ost- und Westdeutschland wuchs das Interesse an Musik. Es erfolgte ein Austausch zwischen zwei Kulturen und verschiedene Plattenfirmen und Newcomerbands, wie Love Like Blood, Garden of Delight, Silke Bischoff oder The Tors of Dartmoor, etablierten sich innerhalb der heranwachsenden Gothic- und Wave-Bewegung.
Verschiedene Treffen wurden arrangiert, so zum Beispiel das Waver-Treffen am 16. Juni 1990 in Köln, das Wave-Gotik-Treffen am 29. und 30. Mai 1992 in Leipzig oder auch das Gothic-Treffen am 6. August 1992 in Berlin. Zahlreiche Musikmagazine, wie das Glasnost Wave-Magazin, Zillo, Sub Line, Gothic Press oder The Gothic Grimoire, etablierten sich auf dem deutschen Markt. Speziell das Zillo avancierte zum Sprachrohr der gesamten Independent-Kultur. Hier erfolgte die regionenübergreifende Kommunikation über einen Kleinanzeigenmarkt. Auf der Basis dieser Austauschmöglichkeiten wuchs im Laufe der Jahre eine Infrastruktur heran, bezüglich der man erstmals von einer landesweit ausgeprägten Gothic-Szene sprechen konnte.
Obwohl bereits in den 1980er Jahren entstanden, stieg erst in dieser Dekade die Nachfrage nach verwandten Musikrichtungen aus dem Dark-Wave-Umfeld, wie beispielsweise Neoklassik und Ethereal Wave – aber auch nach mittelalterlich inspirierter Musik. Künstler und Ensembles wie Love Is Colder Than Death, The Eternal Afflict, Qntal oder Estampie genossen einen hohen Stellenwert. Mit der Herausbildung der Neuen Deutschen Todeskunst gewann zunehmend die deutsche Sprache in den Clubs an Akzeptanz. Hier waren es Bands wie Goethes Erben oder Relatives Menschsein, die Teile der Gothic- und Wave-Bewegung hinsichtlich ihres Kleidungs- und Lebensstils erneut bestärkten.
Gemeinhin sind diese Dark-Wave-Unterarten im Laufe der Zeit derart miteinander verschmolzen oder gingen aus einem früheren Wave-Genre hervor, sodass eine klare Trennung und somit die genaue Zuordnung einer Band fallweise kaum mehr möglich ist. So sind Spielarten wie Gothic Rock, Ethereal und Cold Wave nicht nur stilistisch verwandt und kulturell ineinander verzweigt. Etliche Gruppen, wie zum Beispiel die Cocteau Twins, The Frozen Autumn oder Engelsstaub, lassen sich unter Berücksichtigung ihrer gesamten Schaffensperiode sogar mehreren Substilen zuordnen (die Cocteau Twins zum Beispiel sowohl dem frühen Gothic Rock als auch später dem Ethereal; The Frozen Autumn untermalten anfangs ihren Electro Wave mit Gothic-Rock-Gitarren, Vergleichbares war bei den Frühwerken von Diary of Dreams zu beobachten).
Neben Deutschland verzeichneten auch andere Länder einen kleinen Aufschwung, insbesondere Großbritannien, mit Gruppen wie Nosferatu, Vendemmian oder Rosetta Stone, und die Vereinigten Staaten, mit Bands wie Lycia, The Wake oder Mephisto Walz. Einige dieser Gruppen erlangten weltweite Popularität. Eine Leitbildfunktion für das Ausland, vor allem für Österreich, Frankreich, Spanien und Brasilien, übernahm dieses Mal jedoch Deutschland. Damit ging die musikkulturelle Vormachtstellung, die Großbritannien in den 1980ern besaß, an Deutschland über.

„Ich glaube, wir sind uns gar nicht bewusst, dass das, was wir in den letzten vier Jahren mit dieser Musik in Deutschland erreicht haben, für das Publikum im Ausland das Paradies ist. Früher sind wir Deutschen nach England gefahren. Heute fahren Italiener, Franzosen, Belgier und Engländer nach Deutschland, um irgendeine Band zu sehen und zu treffen.“

#### Kultureller Niedergang (1996–1999)
In der zweiten Hälfte der 1990er erfuhr die Gothic-Szene einen deutlichen Einschnitt. Mit dem Verschwinden des Gothic Rock aus den Clubs und dem simultan verlaufenden Ausklingen der Dark-Wave-Ära verlor die Bewegung einen Teil ihrer Hauptinspirationsquelle – die Musik.

„Lässt man das Jahr Revue passieren, so fällt es mir eigentlich schwer zu sagen, ob es in Bezug auf die Szene ein gutes oder ein schlechtes war. Ich musste aber (mit ein paar Freunden) feststellen, dass so ein richtiger Auftrieb wie zu Beginn der 1990er Jahre nicht mehr stattgefunden hat.“

„[…] zum ersten mal fiel mir ein Phänomen auf, das für mich ein Zeichen des inneren Verfalls der Szene ist: eine Großzahl der Bands verschwindet nach der Veröffentlichung ihres ersten Albums. […] Wo sind sie alle geblieben […] The Tors of Dartmoor, The Merry Thoughts, Substance of Dream… Liegt es an den Bands? Ist nach einem Album die Luft ’raus?“

Zahlreiche Bands, Labels und Musikzeitschriften stellten ihre Aktivitäten ein oder wandten sich stilistisch sowie inhaltlich anderen Bereichen zu. Besonders zwischen 1996 und 1999 führte dies szeneintern zu einem deutlichen Umschwung; mit jedem weiteren Generationswechsel zog sich die Gothic-Kultur stufenweise aus den Diskotheken zurück und entwickelte sich in vielen Regionen zu einer Randbewegung, die vor allem durch retrospektive Veranstaltungen und durch wenige gothic-nahe Bands, wie Faith and the Muse, Untoten, London After Midnight oder Sopor Aeternus, am Leben gehalten wurde. In vielen Klein- und Mittelstädten starb sie, beispielsweise infolge demografischer, biologischer oder interessensbedingter Veränderungen (zum Beispiel Ost-West-Verlagerung, Austritt aus der Pubertät, Rückzug ins Familienleben), gänzlich aus.
Save the Wave – Ist die Szene noch zu retten? titelte 1997 der zweiseitige Bericht einer Ausgabe des Gothic-Magazins, in dem der Verfall der Wave-/Gothic-Bewegung und ihrer Werte thematisiert wird.

„Ob an diesem Niedergang der Gothic-Kultur all die unzähligen Neuerscheinungen schuld sind, die den Markt überschwemmen… ich weiß es nicht. […] Da ich selbst nicht in Clubs gehe, kann ich nicht einschätzen, was sich im Dark-Wave- und Gothic-Genre alles ereignet hat und welche Musik von den DJs gegenwärtig bevorzugt gespielt wird. Doch wann immer man mir berichtete, wie die Abende verliefen, musste ich fast jedesmal erfahren, wie furchtbar ernüchternd und langweilig es gewesen sei. Anscheinend liefen die ganze Zeit meist neuere Sachen, die einfach nur schlecht waren und man direkt dankbar wurde, sobald sich ein altes Sisters-Stück eingeschmuggelt hatte.“

Wie schon eine Dekade zuvor erlebte auch das Ursprungsland Großbritannien zu dieser Zeit einen kulturellen Tiefpunkt, dessen Ursache sich jedoch nicht, wie in der Mitte der 1980er, in der stark reduzierten Anzahl szenerelevanter Bands fand, sondern der vielmehr dem Mangel eines geeigneten Zielpublikums zugrunde lag.

„Die britische Gothic-Szene hat momentan die Größe einer sehr kleinen Klo-Schüssel, und der größte Teil davon ist beschissen. Es scheint eine Menge Bands zu geben, die als Gothic bezeichnet werden, aber es scheint dafür kein Publikum mehr zu geben oder wenigstens eine größere Untergrund-Zuhörerschaft. Um ehrlich zu sein, bewegt sich Gothic in England auf dem niedrigsten Level, seitdem es überhaupt anfing.“

„Außerdem scheint es plötzlich weniger neue UK-Gothic-Bands zu geben als vor etwa zwei Jahren. Vielleicht haben sich zu viele von ihnen aufgrund mangelnder Zustimmung aufgelöst?!“

Eileen Bowe, Sängerin und Gitarristin der Band Dichroic Mirror, bestätigt für die Westküste der USA, besonders für den Raum Los Angeles, eine gleichartige Entwicklung und berichtet von einem Szenesterben. Die ebenfalls aus dem Umkreis von Los Angeles stammende Band London After Midnight äußert sich dazu ähnlich und spricht von einem Abwandern in alternative Musik- und Kulturbereiche. Nicht zuletzt aus diesem Grund legten Bands wie Mephisto Walz, Shadow Project, Autumn oder This Ascension in der Mitte der 1990er Jahre langjährige Veröffentlichungspausen ein.

„Ich habe den Eindruck, dass diese ganze Gothic-Sache zeitlich begrenzt ist und ihrem Ende entgegengeht. […] Es scheint eine Renaissance für dunklere, theatralischere Musik zu geben, aber ich glaube nicht, dass sie sich uns als in dem bekannten Sinne von »Gothic« präsentiert.“

Mitverantwortlich an diesem Umstand war die stetig wachsende Popularität szenefremder, vor allem metal-orientierter Genres, denen auf den Club- und Konzertveranstaltungen der Alternative- und Schwarzen Szene und in den renommierten Independent-Zeitschriften Zillo, Orkus und Sonic Seducer nach und nach mehr Platz eingeräumt wurde. In den Jahren 1995 und 1996 traf diese Schwerpunktverlagerung zunehmend auf den Unmut der Leserschaft:

„Niemand kann ernsthaft erwarten, dass in jedem Zillo über seine bevorzugten Gruppen berichtet wird. […] Aber findet Ihr nicht auch, dass Ihr Euch manchmal zu weit von Euren Grundsätzen, Euren Ursprüngen entfernt? Gothic, Punk und Independent im weitesten Sinne – das sollte hauptsächlich Euer Themengebiet sein. Für Metal gibt es Metal-Zeitschriften. Warum über solche Gruppen auch noch im Zillo berichten?“

Zu dieser Zeit ahnte noch niemand, dass dieser Wandel die Zukunft der Schwarzen Szene entscheidend prägen sollte: Der Grundstein für die Entwicklung der „Gothic-Metal-Szene“ war gelegt, die sich zunächst aus Anhängern der Metal-Szene und Teilen ehemaliger Goths rekrutierte, nur wenig später jedoch schon reine Gothic Metaller hervorbrachte, die zu den subkulturellen Ausgangsformen, insbesondere zur Gothic- und Dark-Wave-Bewegung, kaum noch einen Bezug hatten:

„Neue Generationen kamen und alte verschwanden. Das Problem an dieser Sache ist, dass das heutige Publikum einfach nicht mehr die Wurzeln der Schwarzen Szene kennt. Auf den größten Teil der Leute wirkt Gothic Rock, wie zum Beispiel von Christian Death, Screams for Tina, Mephisto Walz, The Sisters of Mercy oder Fields of the Nephilim, angestaubt und langweilig, wohingegen sie sich dann bei den wöchentlichen Club-Veranstaltungen ihre Köpfe zu Moonspell, Type O Negative und Crematory schütteln.“

#### 1980er-Jahre-Revival (seit 2000)
Erst die Jahrtausendwende brachte mit Bands wie Cinema Strange, Diva Destruction, Bloody Dead and Sexy, Zadera, Scarlet’s Remains und Chants of Maldoror einige Neuerungen und führte hierdurch auch ein jüngeres Publikum an die traditionelle Gothic-Musik heran. Tonangebend bei diesem wiederholten Aufschwung waren Labels wie Alice in... (Deutschland), Strobelight Records (Österreich) und Infrastition (Frankreich). Anders als in den 1990ern, ist dieses Revival jedoch nur auf wenige Ballungsräume, wie Berlin, Leipzig, Westfalen, Los Angeles oder London, beschränkt und knüpft kulturell direkt an die 1980er Jahre an. Damit teilt die Gothic-Kultur das Schicksal anderer Post-Punk-Szenen, wie Oi! und Psychobilly, die sich vornehmlich in den Großstädten verfestigt haben. Eine hohe Anzahl provinziell verteilter Szeneangehöriger nutzt aus diesem Grund das Internet als Kommunikationsmedium.

„Es existiert eine unüberschaubare Vielfalt an Internetpräsenzen, persönlichen Seiten, Informationsseiten, Foren und zentralen Seiten (welche als Anlaufpunkte dienen und zu weiteren spezifischen Angeboten führen) sowie kommerziellen Webpräsenzen mit Vertrieb von Szenebedarf.“

Vielerorts wird die Infrastruktur fast ausschließlich über das Internet regionen- und länderübergreifend aufrechterhalten („Virtuelle Infrastruktur“). So ermöglicht es zum Beispiel die Bekanntgabe kleinerer Gothic-Veranstaltungen, die in den großen Medien kaum Erwähnung finden würden. Ebenso sind der Verbreitung und Präsentation szene-relevanter Musik (auch der eigenen) über Plattformen wie MySpace, Soulseek, CD Baby oder last.fm kaum Grenzen gesetzt.

### Entwicklung von Parallelszenen

#### Vermarktung
Ende der 1990er Jahre setzte eine partielle Kommerzialisierung der Schwarzen Szene ein, von der die Gothic- und Dark-Wave-Kultur jedoch weitgehend unberührt blieb. Einzig die Bezeichnung „Gothic“ wurde dabei – ohne jegliche Berücksichtigung ihrer ursprünglichen Bedeutung – als Vermarktungsetikett aufgegriffen und auf vergleichbare und vollkommen unabhängige kulturelle Strömungen und Musikformen ausgedehnt.
Diese Entwicklung begann insbesondere mit dem Hype um gothic-untypische Musikgruppen wie HIM, Nightwish, Cradle of Filth, Rammstein, Oomph!, Marilyn Manson, Evanescence, Xandria, Krypteria, In Extremo, Subway to Sally, ASP, Eisbrecher, Staubkind oder Samsas Traum, die von den kommerziellen Medien (darunter inzwischen auch Musikzeitschriften wie Orkus, Zillo und Sonic Seducer) mit der Gothic-Kultur in Verbindung gebracht werden, und gipfelte in dem Versuch der Musikindustrie, Retorten-Bands wie Nu Pagadi als Gothic-Acts zu vermarkten. Viele dieser Gruppen stammen direkt aus dem Metal-, Alternative-Rock- und Crossover-Umfeld und sind als Teil der Alternative-Bewegung in den Deutschen Alternative-Charts (kurz DAC) zu finden. Für die Gothic-Kultur und deren Musik sind sie jedoch nicht repräsentativ. Sie stellen keine Weiterentwicklung der szene-eigenen Musik dar, sondern bedienen sich überwiegend fremder Stilmittel. Vor allem Bands wie Nightwish, die vermeintlich auch als „Gothic-Metal-Bands“ präsentiert werden, wurzeln ausschließlich im Symphonic-Metal-Umfeld und verfügen weder stilistisch noch kulturell über eine Verbindung zur Gothic-Bewegung.

„Wir sind keine Gothic-Band, aber es ist auch ziemlich schwer uns zu kategorisieren, also kommen die Leute mit den wildesten Definitionen für unsere Musik, wie ‚Snow White Metal‘, ‚Fantasy Art Metal‘ oder ‚Neoclassical Avantgardist Gothic Speed Power Symphonic Progressive Hard Rock‘.“

Auch Rammstein, die der Neuen Deutschen Härte zuzuordnen sind, gaben bereits in den 1990er Jahren an, keinerlei Bezug zur Gothic- bzw. Schwarzen Szene zu haben. Andere hingegen, wie The 69 Eyes, greifen nur geringfügig Stil-Elemente der Gothic-Musik auf oder werden lediglich aufgrund ihrer äußeren Erscheinung (schwarze Kleidung, dunkles Make-up) als Gothic-Bands vermarktet (zum Beispiel Jesus on Extasy).
Obgleich die auf der Grundlage dieser Kommerzialisierungsform neu entstandenen Jugend- und Fankulturen zumeist von Außenstehenden der Gothic-Szene zugerechnet werden, handelt es sich dabei jedoch um Parallelbewegungen, denen der Bezug zur Gothic-Bewegung oftmals fehlt.
1999 wurde diese Entwicklung in The Next Generation, einer Sendung, die vom Kulturmagazin Polylux auf ORB ausgestrahlt wurde, erstmals auch in größerem Rahmen thematisiert.

#### Folgen
Mit der zunehmenden Entfaltung dieser Parallelbewegungen wurde die clubspezifische Infrastruktur der Gothic-Szene in vielen Städten nahezu vollständig zerstört. Dies liegt unter anderem an den strengen Vorgaben der Geschäftsführung, infolge derer etliche DJs dazu gezwungen sind, gezielt trendgerechte Musik zu spielen, um ein gewinnbringendes Publikum in die Diskotheken zu führen. Andererseits beschäftigen sich viele Nachwuchs-DJs nicht mit der Musik der Szene und orientieren sich vorrangig an den kommerziellen Medien. Zwar werden die Veranstaltungen weiterhin als „Gothic-Events“ beworben – in den meisten Fällen handelt es sich jedoch um szenefremde, meist metal-, mittelalterrock-, techno- oder gar j-rock-orientierte Veranstaltungen, die auf ein Massenpublikum ausgerichtet sind. Infolgedessen fielen seit den späten 1990er Jahren zahlreiche Diskotheken als essentielle Begegnungs- und Kommunikationsräume der Gothic-Kultur weg (siehe hierzu auch den Absatz Events).

„Wenn man sich heute in vielen Clubs bestimmte Songs wünscht, dann wirst du oft dumm angeguckt. Ich habe manchmal das Gefühl, dass man, wenn man sich der ursprünglichen Bewegung zugehörig fühlt, heute sehr verloren ist. […] Und zwei Stunden lang Gestampfe mit verzerrten Vocals würde mich wahnsinnig machen. Ich meine, es hat in der Steinzeit mit solchen stumpfen, hämmernden Klängen angefangen und jetzt sind wir wieder dort angelangt. Das spricht doch Bände.“

„Bei vielen Events der letzten Monate beschlich mich immer mehr das Gefühl, die falsche Person am falschen Ort zu sein. […] Unheilig, Combichrist, Tumor und all die anderen sind also auch über unserer »schönen ewigen Insel« hereingebrochen. In Berlin haben wir aber noch ein anderes Problem: Den streng kommerziell arbeitenden Club K17, der mit Gratis-Events mit bis zu fünf Floors hier in den letzten Jahren viel Untergrundkultur kaputt gemacht hat und damit leider auch besagte Schrott-Bands massiv etabliert hat.“

## Gruftis in der DDR

### Gruftis im öffentlichen Leben
Um etwa 1985 drang die Grufti-Bewegung über Berlin und Westdeutschland auch in Teile der Deutschen Demokratischen Republik vor. Das Alter der Szenemitglieder bewegte sich zwischen 14 und 23 Jahren und entspricht ungefähr den Angaben zur heutigen Szene. Dieter Baacke räumte in seinem Buch Jugend und Jugendkulturen – Darstellung und Deutung (1999) der Szene in der DDR eine Blütezeit ein, die sich auf die Jahre 1988/1989 datieren lässt.

„In Deutschland und insbesondere in Ostdeutschland befasste man sich viel intensiver und ernsthafter mit den hinter der Musik stehenden Werten und Idealen. Baacke geht – was den Osten anbelangt – sogar davon aus, dass es in der DDR eine Blütezeit gegeben haben dürfte.“

Von der Mitte der 1980er Jahre bis kurz vor der Wende zählte das Ministerium für Staatssicherheit (MfS) mehr als 600 Gruftis innerhalb der DDR, 150 davon in Ost-Berlin. Weitere Zentren waren Cottbus, Frankfurt (Oder), Leipzig, Potsdam und Halle an der Saale. In die zumeist regional organisierten Jugendcliquen wurden 36 Inoffizielle Mitarbeiter der Stasi zur Bespitzelung eingeschleust, auf jede Clique kam somit ungefähr ein Inoffizieller Mitarbeiter (IM).
In den Kleinstädten herrschten hingegen weniger homogene Strukturen vor. Hier solidarisierten sich Gruftis mit Punks oder New Romantics. Aufgrund ihres „unsozialistischen Aussehens“ (O-Ton Volkspolizei) wurden viele Jugendliche staatlich verfolgt, Treffen wurden durch die Volkspolizei aufgelöst und als Bandenbildung aktenkundig vermerkt, Platzverweise und Innenstadtverbote blieben keine Seltenheit. Dieser Umstand machte einen Austausch zwischen den Anhängern der ostdeutschen Wave- und Gothic-Bewegung nur erschwert möglich.

„Im Grunde entwickelte sie sich ähnlich wie im Westen, bloß mit dem Unterschied, dass sie hier aufgrund des sozialistisch geprägten Systems sehr eingeengt, unterdrückt und getrennt vom Rest der Szene existierte und offiziell als Tabu galt. Dadurch wuchs die Gemeinde jedoch nur noch stärker zusammen und hatte somit einen familienartigen Charakter, der seine Eigenheiten bezüglich des Westens aufwies. […] Besonders hatte die Szene mit der intoleranten Bevölkerung zu kämpfen, weil diese in den andersartigen »Ostgoten« eine Bedrohung sah.“

Auch von den Lehrkräften wurde massiv Druck ausgeübt. Dies äußerte sich durch die leistungsunabhängige Vergabe schlechter Noten oder durch das Verbot, höhere Schulabschlüsse wie Abitur zu belegen. Unter Anwendung dieser Maßnahmen wurden viele Gruftis, deren Wunsch nach individueller Entfaltung als Angriff auf das politische System fehlgedeutet wurde, aus dem öffentlichen Leben ausgeschlossen und daran gehindert, einem angemessenen Berufsleben nachzugehen.

„Ich hatte viel Ärger zu der Zeit. Ich habe das nie verstanden, wenn die auf mich zukamen und Druck machten wegen meines Aussehens. Dass ich damit politisch irgendwo anstoße, war mir überhaupt nicht bewusst, das war auch nicht mein Zweck. Das hatte sich dann erst entwickelt, irgend wann aus Trotz heraus, als ich merkte, dass das System, an das ich glaubte, Treue von der Haarfrisur abhängig machte.“

### Musik und Mode
Musikkollektionen beschränkten sich in der Regel auf Magnetbandkassetten (ORWO-Kassetten), deren Aufnahmen vorwiegend in schlechter Qualität von Radio mitgeschnitten wurden. Als ein bedeutendes Medium galt hierbei die Sendung Parocktikum, die in der zweiten Hälfte der 1980er vom Jugendradio DT64 ausgestrahlt wurde. Mithilfe dieser Radiosendung erlangten Bands wie Joy Division, The Cure, Alien Sex Fiend, Bauhaus, Einstürzende Neubauten, Cocteau Twins, The Smiths, Dead Can Dance, Clan of Xymox, Marquee Moon und viele andere im Osten Deutschlands schnell Bekanntheit. Dessen ungeachtet blieb die Anzahl landeseigener Wave- und Gothic-Rock-Bands gering. Kultstatus erreichten lediglich Gruppen wie Rosengarten aus Salzwedel, Die Art aus Leipzig, Happy Straps, Die Vision und die Die Firma aus Ost-Berlin sowie The Happy Cadavres aus Magdeburg und The Calyx of Rose aus Frankfurt/Oder. Eine der Hauptursachen hierfür war der Mangel an preiswerten und leistungsfähigen Instrumenten:

„Synthie-Bands gab es nur sehr wenige. Spitzentechnik aus dem Westen war sehr teuer, eine Gitarre konnte man sich gerade noch leisten. Synthesizer aus der DDR-Produktion konnte man gleich in die Mülltonne schmeißen. Vermutlich gab es deswegen überwiegend Gitarrenbands.“

Seltener waren Schallplatten und Kaufkassetten, die über Polen, Ungarn, die Tschechoslowakei oder über die Bundesrepublik Deutschland in die „Zone“ gelangten. Für Alben von The Cure, Depeche Mode oder Bauhaus zahlte man in der DDR, beispielsweise via Intershop, nicht selten überhöhte Preise. Andererseits wurden einige Veröffentlichungen durch das Plattenlabel Amiga (VEB Deutsche Schallplatten) publiziert. Viele dieser Tonträger waren angesichts ihrer geringen Stückzahlen und infolge der hohen Nachfrage jedoch schon unmittelbar nach Erscheinen vergriffen und wurden nachfolgend als Sammlerstücke gehandelt.

„Die Schwierigkeiten bei der Beschaffung der staatlich verpönten Musik gaben dieser einen besonders hohen Stellenwert. Das Überspielen solcher Schallplatten auf Kassetten und das Horten solcher »Schätze« war beinahe eine Kulthandlung.“

In Hinsicht auf die Mode ließ man der Kreativität freien Lauf, da viele Kleidungselemente des Grufti-Looks in den herkömmlichen Kaufhäusern nicht erhältlich waren. Hauptsächlich aus der Not heraus wurden viele Gegenstände aus dem alltäglichen Leben zweckentfremdet. So wurden unter anderem Gewänder aus kostengünstigem Fahnenstoff geschneidert oder Metallzugketten von Toilettenspülungen zu tragbarem Schmuck verarbeitet. Für Nietengürtel- und armbänder erwiesen sich vor allem die an der Sohle von Spikes angebrachten Metalldornen als optimal.

### Begegnungsräume
Fungierte der Breitscheidplatz als Treffpunkt der Gruftis und Waver in West-Berlin, so übernahm der Alexanderplatz in Ost-Berlin diese Aufgabe für die Gruftis in der DDR. Zumeist an den Wochenenden reisten Anhänger der Gothic-Szene aus verschiedenen Städten Ostdeutschlands, wie Leipzig, Cottbus, Suhl oder Zwickau, nach Berlin und versammelten sich dort in der Nähe der Urania-Weltzeituhr.
Obwohl in den Jahren 1985 bis 1988 zahlreiche Treffen von der Staatsgewalt unterbunden wurden, gelang es ostdeutschen Szeneangehörigen dennoch, spontan und illegal private Partys, wie in Berlin-Weißensee oder im Jugendclub Rotkamp, zu organisieren. Größere Veranstaltungen, wie die Silvesterfeste 1987 und 1988 in Berlin-Spindlersfeld, waren hingegen selten. Ein Schlüsselereignis in der Geschichte der ostdeutschen Wave- und Grufti-Bewegung war die Walpurgisnacht 1988. In Potsdam, auf der ehemaligen Schlossruine Belvedere auf dem Pfingstberg, trafen sich, nach anfangs 20 Leuten, etwa 150 „Schwarze“ aus der gesamten Republik. Der zunächst ungestörte Ablauf dieser Zusammenkunft wurde jedoch von den Ordnungskräften des damaligen DDR-Regimes beendet.

„Es griff vor allem der Tatbestand der verbotenen Zusammenrottung, wenn sich mehr als drei Personen ohne behördliche Genehmigung auf öffentlichen Straßen oder Plätzen trafen. Auch wenn sich nach einigen Schilderungen einige der Jugendlichen ein Katz-und-Maus-Spiel mit der Polizei lieferten, ist im Allgemeinen von einer stärkeren Präferenz privater Treffen auszugehen, was vor staatlicher Kontrolle jedoch nicht schützte.“

In dieser Zeit gab es nur wenige Diskotheken und Jugendclubs, die gothic- und dark-wave-spezifische Musik in ihr Programm aufnahmen. Einer der bekanntesten Veranstaltungsorte war der Live-Club in Berlin-Friedrichshain, der 1988 im Keller einer Neubauschule eröffnet wurde. Für die Kulturstadt Leipzig waren in den späten 1980er Jahren der Eiskeller (heute „Conne Island“) im Stadtteil Connewitz, das „Haus Auensee“ im Stadtteil Wahren und seit Frühjahr 1990 das soziokulturelle Zentrum „Die Villa“ in der Leipziger Innenstadt von Bedeutung.
Am 4. und 5. August 1990 fanden in Leipzig und Dresden die beiden ersten und einzigen Konzerte von The Cure im ostdeutschen Raum statt. Mehrere tausend Festivalbesucher aus Ost und West wohnten den mehrstündigen Konzerten bei. Die Aufführung in Leipzig wurde im September desselben Jahres vom Deutschen Fernsehfunk (DFF 2) übertragen.

### Abschwung und Auftrieb
Im Zuge der deutschen Wiedervereinigung erlebte die ostdeutsche Szene einen rasanten Abschwung. Zahlreiche Gruftis und Waver wanderten aufgrund fehlender Zukunftsperspektiven in die alten Bundesländer ab. Weitere Teile der Bewegung wandten sich infolge ansteigender sozialer Missstände und politischer Orientierungslosigkeit der Neuen Rechten oder gar der Neonazi-Szene zu. Gleichzeitig wuchs eine neue Generation von Gruftis heran und initiierte einen kulturellen Auftrieb auf gesamtdeutscher Ebene (siehe hierzu den Abschnitt Weiterentwicklung).